# Neuilly-sur-Seine
Pour les articles homonymes, voir Neuilly.
Neuilly (Hauts-de-Seine) redirige ici.

Ancien logo de la ville de Neuilly-sur-Seine.

Neuilly-sur-Seine (/nø.ji.syʁ.sɛn/) est une commune française située dans le département des Hauts-de-Seine, en région Île-de-France.
Elle est limitrophe de la ville de Paris au nord-ouest, sur la rive droite de la Seine. Commune aisée, elle se classe, avec les 6e, 7e, 8e et 16e arrondissements de Paris, au 3e rang des communes de plus de 20 000 habitants en France où « les riches sont les plus riches » avec un niveau de vie annuel (revenus après impôts pour une personne seule) minimum des 10 % les plus riches de 122 390 euros en 2019.

## Géographie

### Localisation
La commune est délimitée à l'est et au sud par Paris (de l'est au sud : porte de Villiers, porte des Ternes, porte Maillot, bois de Boulogne), à l'ouest par la Seine (quartier de La Défense, sur les communes de Courbevoie et Puteaux) et au nord par la commune de Levallois-Perret (rue de Villiers).
Elle englobe une grande partie de l'île de la Jatte (à l'exception de sa pointe nord rattachée à Levallois-Perret), et l'extrémité nord-est de l'île de Puteaux, dont la partie neuilléenne est aussi connue sous le nom de l'île du Pont.

Situation de Neuilly-sur-Seine
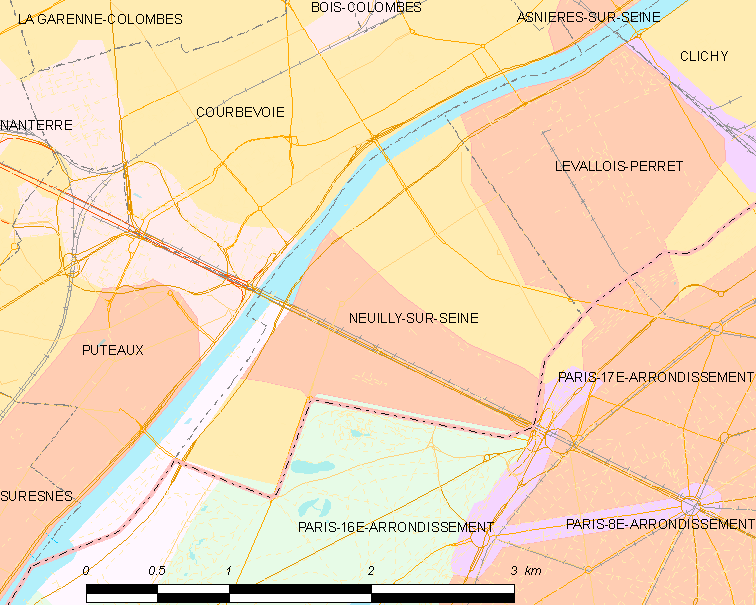
Carte de la commune.
Vue de la commune de Neuilly-sur-Seine en rouge sur la carte de Paris et de la « Petite Couronne ».

#### Communes limitrophes
| Courbevoie |                          | Levallois-Perret |
| Puteaux    | Neuilly-sur-Seine        |                  |
|            | Paris (bois de Boulogne) | Paris            |

### Géologie et relief
La superficie de la commune est de 373 hectares ; l'altitude varie de 27  à   39 mètres.

### Climat
En 2010, le climat de la commune est de type climat océanique dégradé des plaines du Centre et du Nord, selon une étude du CNRS s'appuyant sur une série de données couvrant la période 1971-2000. En 2020, Météo-France publie une typologie des climats de la France métropolitaine dans laquelle la commune est exposée à un climat océanique altéré et est dans la région climatique  Sud-ouest du bassin Parisien, caractérisée par une faible pluviométrie, notamment au printemps (120 à 150 mm) et un hiver froid (3,5 °C).
Pour la période 1971-2000, la température annuelle moyenne est de 12,3 °C, avec une amplitude thermique annuelle de 15,3 °C. Le cumul annuel moyen de précipitations est de 645 mm, avec 10,3 jours de précipitations en janvier et 7,8 jours en juillet. Pour la période 1991-2020, la température moyenne annuelle observée sur la station météorologique la plus proche, située à Paris, à 7 km à vol d'oiseau, est de 13,3 °C et le cumul annuel moyen de précipitations est de 667,4 mm,. Pour l'avenir, les paramètres climatiques de la commune estimés pour 2050 selon différents scénarios d'émission de gaz à effet de serre sont consultables sur un site dédié publié par Météo-France en novembre 2022.

### Transports et voies de communication

#### Voies routières

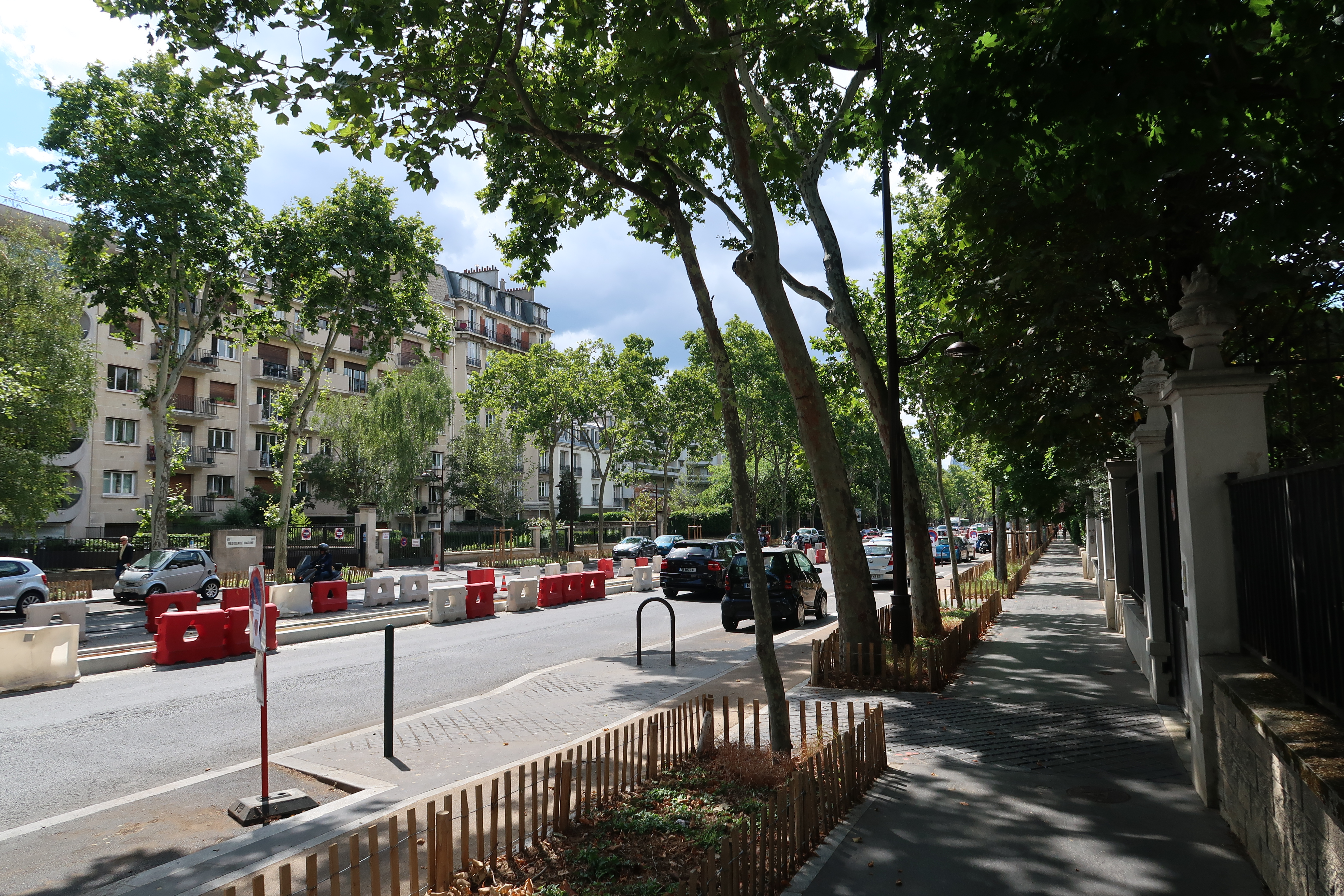
Boulevard Bineau.

La commune est traversée par la route nationale 13 et par deux routes départementales, la D 908 et la D 1.
La nationale 13 prend à Neuilly le nom d'avenue Charles-de-Gaulle, anciennement avenue de Neuilly. Elle constitue un prolongement, vers la Défense et l'ouest de l'agglomération parisienne, de l'avenue des Champs-Élysées et de l'avenue de la Grande-Armée à Paris ; en 2006, elle connaissait un trafic de près de 160 000 véhicules par jour. Elle a été partiellement enterrée en 1992 à l'occasion du prolongement de la ligne no 1 du métro pour faciliter la circulation automobile. Le projet d'enfouissement total a été abandonné pour être remplacé par le projet des allées de Neuilly, dont les travaux ont commencé en 2019.
La D 908 (boulevard Bineau), également très fréquentée, joint la porte de Champerret à l'île de la Jatte, Courbevoie (avenue de Verdun) et La Garenne-Colombes (rond-point de l'Europe).
La D 1 correspond au quai de Seine, rive droite, entre le bois de Boulogne et Levallois-Perret.

#### Pistes cyclables
La circulation à vélo est en développement, avec notamment l'arrivée du système Vélib' à Neuilly-sur-Seine en 2009, l'aménagement de premières pistes cyclables sur l'axe Peretti - Roule en 2010-2014 puis sur l'avenue Charles-de-Gaulle en 2020-2022. La pandémie de Covid-19 a conduit à la création d'une piste temporaire sur le pont de Neuilly, avançant ainsi la réalisation du projet départemental d'axe vert majeur.

#### Transports en commun
La commune est desservie par la ligne 1 du métro aux stations Porte Maillot, Les Sablons et Pont de Neuilly, la ligne 3b du tramway d'Île-de-France aux stations Porte Maillot et Anny Flore et par les lignes C du RER et E du RER à la gare de Neuilly - Porte Maillot.
La commune est aussi desservie par le réseau de bus RATP en journée et le Noctilien la nuit. à la station Pont de Neuilly il existe un important terminus pour les lignes de banlieue.

## Urbanisme

### Typologie
Au 1er janvier 2024, Neuilly-sur-Seine est catégorisée grand centre urbain, selon la nouvelle grille communale de densité à sept niveaux définie par l'Insee en 2022. Elle appartient à l'unité urbaine de Paris, une agglomération inter-départementale regroupant 407  communes, dont elle est une commune de la banlieue,,. Par ailleurs la commune fait partie de l'aire d'attraction de Paris, dont elle est une commune du pôle principal,. Cette aire regroupe 1 929 communes,.

### Morphologie urbaine
L’Insee découpe la commune en quatre « grands quartiers » soit Saint-James – Madrid, Charles Laffitte, Plaine des Sablons, Parc de Neuilly, eux-mêmes découpés en 26 îlots regroupés pour l'information statistique.
Compte tenu de l'histoire de la commune, il n'y a pas de véritable centre-ville à Neuilly, mais des quartiers différenciés. On peut distinguer par exemple le quartier de la place du Marché-Sablonville, le quartier de Bagatelle-Saint-James, le quartier du Pont, les alentours de la rue Louis-Philippe, les alentours de la rue des Huissiers et le quartier de l'île de la Jatte.
La municipalité découpe la commune en onze quartiers, dont trois au sud de l'avenue Charles-de-Gaulle (Bagatelle, Dulud-Laffitte, Longchamp) et huit au nord : Bagatelle, Borghèse-Hugo, Duc-d'Orléans, Dulud-Laffitte, Gouraud, Jatte, Longchamp, Peretti, Perronet-Chézy, Sablons et Saussaye. Le secteur le plus prisé est le pourtour du Bois de Boulogne, et dans une mesure moindre ceux de Saint-James et du Parc. Le secteur le plus recherché par ses équipements (commerces, écoles) reste le voisinage de l'avenue du Roule. L'île de la Jatte, secteur anciennement industriel, a pris ces dernières années de la valeur malgré son enclavement. Des commerces se sont développés dans les années 2010.
Jusqu'à 2020, aucune zone piétonne n'a été réalisée sur le territoire de la commune mais de nombreuses avenues sont bordées de larges trottoirs plantés d'arbres souvent partagés entre piétons et cyclistes. Le projet des Allées de Neuilly prévoit l'aménagement de pistes cyclables le long de la traversée de Neuilly par l'avenue Charles-de-Gaulle.
Trois voies ont été aménagées en voie à 30 km/h : la rue des Huissiers, une section de la rue Madeleine-Michelis et une section de la rue de Longchamp. Un début de récupération des trottoirs ayant permis le stationnement automobile dans les années 1960-1970 a été mis en œuvre sur l'avenue du Roule entre 2010 et 2014 par la construction d'un parking souterrain suivie de la végétalisation des trottoirs et suppression de nombreuses places de parking en surface.

### Habitat
| Logements,                                       | Nombre en 2021 | % en 2021 | Nombre en 2016 | % en 2016 | nombre en 2011 | % en 2011 |
| ------------------------------------------------ | -------------- | --------- | -------------- | --------- | -------------- | --------- |
| Total                                            | 35 010         | 100,0%    | 35 110         | 100,0 %   | 35 053         | 100,0 %   |
| Résidences principales                           | 28 847         | 84,5%     | 28 830         | 82,1 %    | 29 655         | 84,6 %    |
| → Dont HLM                                       | 1 684          | 5,8%      | 1 595          | 5,5 %     | 1 275          | 4,3 %     |
| Résidences secondaires et logements occasionnels | 3 093          | 8,9%      | 2 749          | 7,8 %     | 2 952          | 8,4 %     |
| Logements vacants                                | 2 959          | 8,5%      | 3 531          | 10,1 %    | 2 447          | 7,0 %     |
| Dont :                                           |                |           |                |           |                |           |
| → maisons                                        | 850            | 2,4%      | 885            | 2,5 %     | 1020           | 2,9 %     |
| → appartements                                   | 33 339         | 95,5%     | 33 190         | 94,5 %    | 32 477         | 92,6 %    |

L'application de la loi relative à la solidarité et au renouvellement urbains (loi SRU) y suscite régulièrement polémique. Le journal Neuilly Indépendant a publié en mai 2007 les informations suivantes : « La ville de Neuilly s'est acquittée de ses engagements en matière de logements sociaux. Les réalisations et les projets en cours lui permettent de ne pas payer la pénalité au titre de la loi SRU. Le nombre de logements sociaux sur la ville va passer de 391 en 2001, à 1 165 en 2007 puis 1344 en 2008 ».
En 2008, le maire est auditionné par la commission départementale à la suite du constat de carence dont la ville est l'objet en matière de logements sociaux. L'amende à laquelle est astreinte la ville de Neuilly se monte à 123 000 euros, car l'article 55 de la loi SRU (rénovation urbaine) impose de disposer de 20 % logements sociaux. « Neuilly ne compte que 3,2 % de logements sociaux. Il en manque donc 5 134 pour respecter la loi SRU qui en impose 20 %. Nous lui avons demandé comment il compte respecter cette loi », revendique l'association DAL (Droit au logement). Le maire se défend en évoquant la construction de 150 logements sociaux à Neuilly depuis son élection, et en ne recensant qu'un millier de dossiers de personnes en situation difficile.
En 2022, le taux de logements sociaux à Neuilly s'élève à 6,5 %, loin des 25 % prévu par la loi. La ville paie, chaque année, 6,3 millions d'euros de pénalités. Elle devrait, pour atteindre le seuil voulu, construire 7 000 HLM, mais seuls 30 à 40 logements sociaux sont livrés chaque année. En 2023, le taux de logements sociaux à Neuilly s'élève à 6,8 %.
Pourcentage de logements sociaux à Neuilly-sur-Seine (2008-2023)

### Projets d'aménagements

#### Allées de Neuilly
Les « Allées de Neuilly » forment un projet d'urbanisme d'un coût de 54 millions d'euros lancé en 2019, visant une reconfiguration de la partie neuilléenne de l'axe historique de Paris. Elle s’inscrit dans la nouvelle configuration du Grand Paris dont l’objectif est de modifier les perspectives de déplacements en Île-de-France. Sa réalisation doit s'étaler de 2019 à 2024.
Il s'agit de réinvestir les dix hectares des contre-allées, soit plus de deux kilomètres, entre la porte Maillot et le quartier d'affaires de La Défense. Son objet est d'offrir des lieux de promenade et de « convivialité », ainsi que de restaurer les liens entre le nord et le sud de la ville. Le projet est censé permettre l’amélioration du cadre de vie des habitants et des personnes fréquentant quotidiennement l'avenue, ainsi qu’accroître l’attractivité économique et créer une plus-value pour le commerce de proximité.
Les opposants à ce projet ont plaidé vainement pour un enfouissement partiel de la circulation, argumentant que le projet ne sert à rien tant qu'il n'est pas touché à l'avenue bordée par ces allées, « l’autoroute urbaine la plus fréquentée et la plus polluée de France », l'avenue Charles-de-Gaulle. Le maire a toujours refusé un référendum à ce sujet, car ce projet d'enfouissement serait selon lui compliqué techniquement et coûterait plus d'un milliard d'euros.

## Toponymie
Les plus anciens actes mentionnant ce village fondé par des moines de l’abbaye de Saint-Denis au XIIe siècle nomment ce lieu « Lulliacum » ou « Lugniacum » en latin, et « Nully » ou « Lugny » en français,,.

## Histoire

### Origines
Le pôle principal de Neuilly-sur-Seine est à l'origine le village de Villiers-la-Garenne. Il est fait mention du village de Villare dès le IXe siècle. La paroisse de Villiers est probablement un démembrement de celle de Clichy. Il s’agit d’une garenne dépendant de l'abbaye de Saint-Denis.
À l'époque romaine, l'actuel centre de Neuilly n'est qu'un simple gué. Habité par quelques pêcheurs, le gué se transformera plus tard en port : Lulliacum, Portum de Lulliaco (1222), − (1224) − ce qui étymologiquement signifie lieu appartenant à Lullius ou Lugnius. Ce port est un écart de Villiers-la-Garenne. Le nom se transforme ensuite en port de Luny, port de Nully (1346) puis Neuilly. L'importance stratégique du pont établi à cet endroit sur la Seine est telle, qu'on dénomme le lieu Pont-Neuilly, et qu'il prend de l'importance, éclipsant l'ancien bourg de Villiers-la-Garenne,.

### Quartier du pont

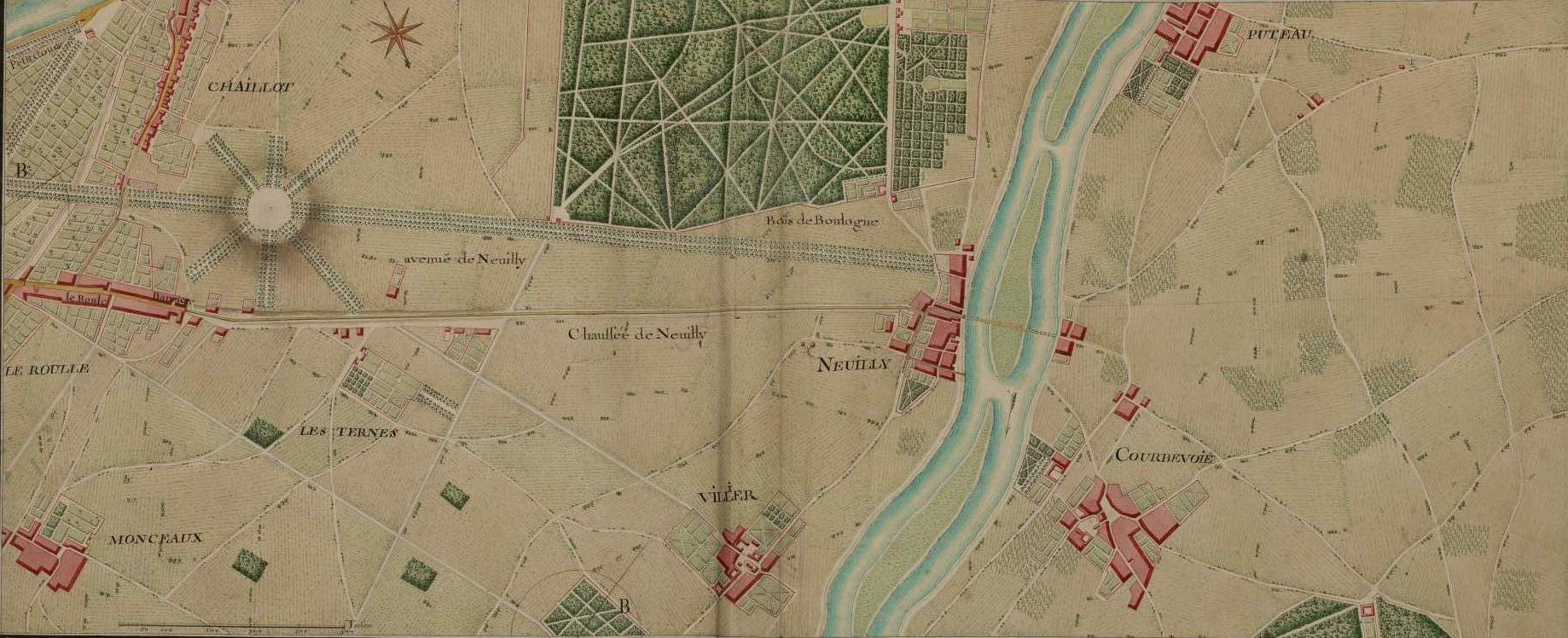
Plan de Neuilly et de ses environs extrait de l'atlas de Trudaine, fin du XVIIIe siècle (Archives nationales).

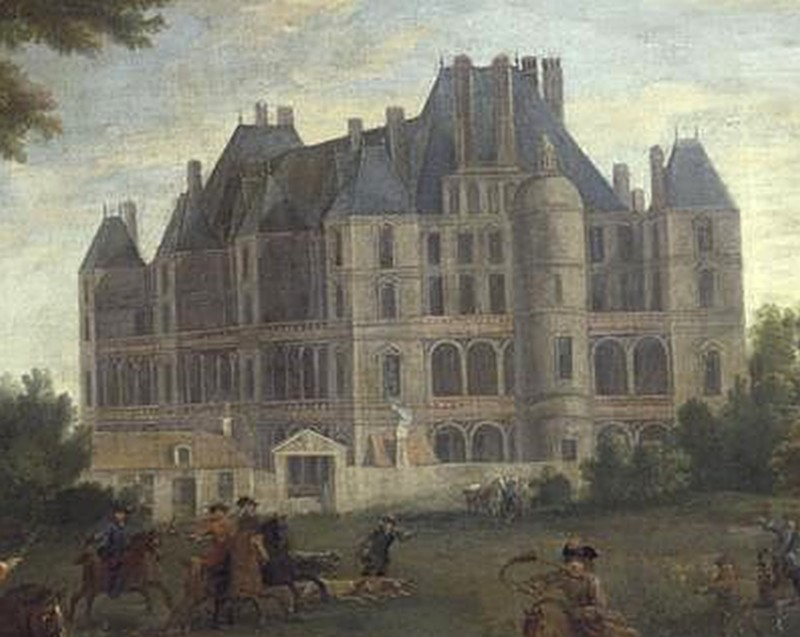
Le château de Madrid.

Le nom de Portum Lulliaco apparaît pour la première fois sur une charte de l'abbaye de Saint-Denis.
En 1140, les moines établissent un bac qui permettait le passage de la Seine, probablement un peu au nord de l'avenue Charles-de-Gaulle actuelle. Un village se forme autour de leur ancienne ferme appelée Nully en 1316. Nully devient un lieu de passage entre Paris et la Normandie. Un pont en bois est construit à la suite de la chute du bac du carrosse d'Henri IV et de Marie de Médicis en juin 1606.
En 1772, sous Louis XV, un pont en pierre de 219 mètres de long est construit par Jean-Rodolphe Perronet (une statue de ce dernier se dresse jusqu'en 2023 au pied du pont sur la pointe orientale de l'île de Puteaux). Le pont se trouve cette fois-ci dans l'axe historique et non plus dans le prolongement de l'actuelle rue du Pont.
En 1942, un pont métallique réalisé par Louis-Alexandre Lévy le remplace, l'actuel pont de Neuilly. En 1992, le pont est élargi pour permettre le passage en surface du pont du prolongement de la ligne 1 du métro jusqu'à La Défense.

### Quartier de Bagatelle - Saint-James - Madrid

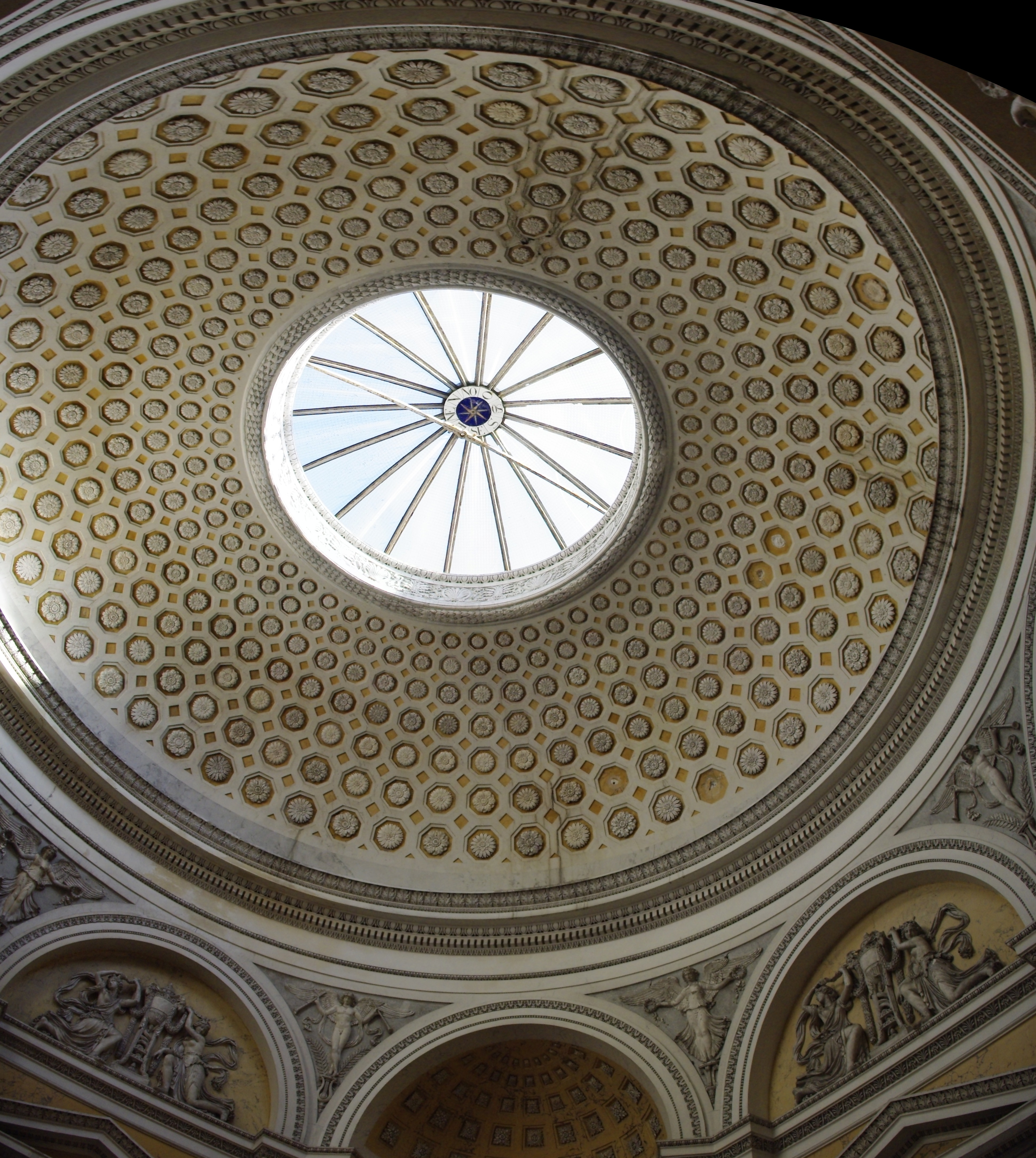
Le cabinet de curiosités du parc de la folie Saint-James, rue du Général-Henrion-Bertier.

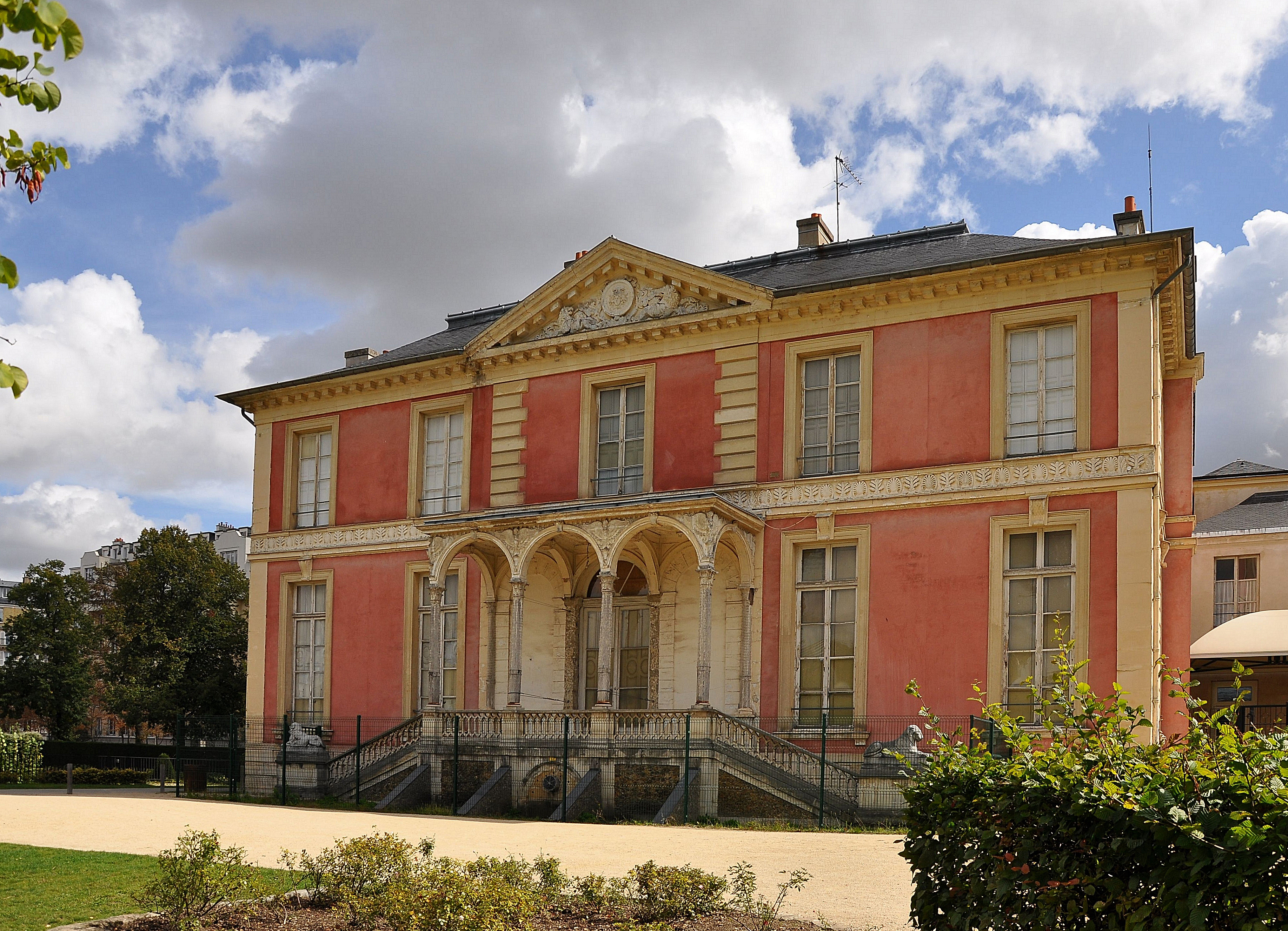
La folie Saint-James dans le parc Saint-James.

François Ier, à son retour d'Espagne, en 1529, y fait construire le château de Boulogne, en bordure de la forêt de Rouvray (dont le bois de Boulogne est la partie qui subsiste aujourd'hui) qui, sous Louis XIII, prit le nom de château de Madrid.
Il est démoli en 1793, pendant la Révolution. Il était situé approximativement autour du 31, boulevard du Commandant-Charcot. Aucun vestige n'en demeure. Seules quelques voies de circulation en conservent le nom, comme l'allée, la villa ou l'avenue de Madrid.
En 1777, Claude Baudard de Vaudésir de Saint Gemmes (il anglicisera son nom de Saint Gemmes, propriété lui appartenant près d'Angers, en Saint-James) trésorier général de la marine de Louis XV, qui sera révoqué pour détournement de fonds, fait construire et aménager un domaine planté d'arbres et d'arborescences recherchées, la folie Saint-James (du latin Folia). Dans ce parc est construit le lycée de la Folie-Saint-James dans les années 1950, modernisé en 2007.
En 1815, il y a à Neuilly plusieurs engagements entre les Anglais et les Français : les premiers, unis aux Prussiens, attaquèrent le pont, mais, défendu par les Français, ce dernier fut conservé intact, et ce ne est qu'en vertu de l'article VIII de la convention du 3 juillet, que le pont et le village passèrent au pouvoir des ennemis.
Le 6 juillet, Wellington vient à Neuilly, où il établit son quartier-général à la folie Saint-James et en repart le 8, pour venir à Paris.
Une pompe à feu y fournit par jour 5 000 m3 d’eau à Paris dans les années 1870.

### Plaine des Sablons

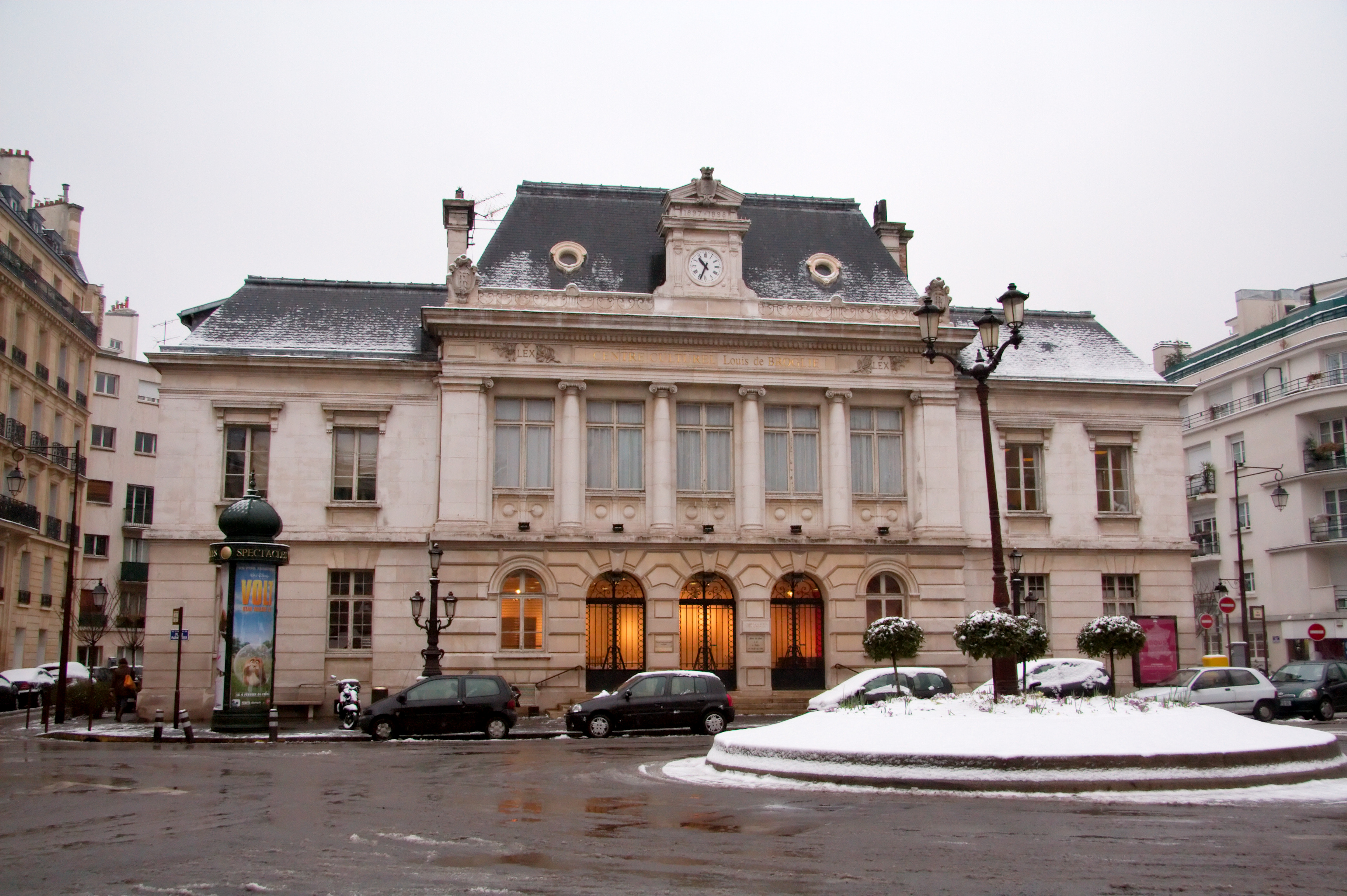
Le centre culturel Louis-de-Broglie.

C'est en 1786 à Neuilly, sous Louis XVI, que l'apothicaire Antoine Parmentier tente les premières cultures de la pomme de terre dans la plaine des Sablons.
À la Révolution, « port Neuilly » devient une commune ; le 7 février 1790, Nicolas Jean Delaizement est élu premier maire de la commune. La municipalité tient sa première réunion dans l'église Saint-Jean-Baptiste (reconstruite de 1827 à 1831). En 1809, la mairie est transférée rue de Madrid (actuellement rue du Château) puis en 1836 dans le quartier de Sablonville, place Parmentier, dans un nouveau bâtiment, qui accueille également la justice de paix. En 1886, la municipalité déménage dans un nouvel édifice, l'actuel hôtel de ville. Le bâtiment de la place Parmentier est reconstruit en 1897 pour n'accueillir que la justice de paix, ainsi qu'une école maternelle. Devenu une bibliothèque puis une MJC, il est renommé en 1992 centre culturel Louis-de-Broglie, ce scientifique ayant vécu dans le quartier, rue Perronet. Après restauration en 2023, le site est renommé « espace Parmentier ».
Le 1er juin 1794, la Convention crée par décret l'École de Mars, qui a pour but de dispenser une éducation révolutionnaire et de former les futurs soldats de la République. Elle est située dans la plaine des Sablons à Neuilly, où plus de 3 000 élèves, âgés de 16 à 17 ans, s'y retrouvent en juillet 1794, pour recevoir une éducation militaire assez rude.
Après la chute de Robespierre, l'École de Mars est dissoute dès le 23 octobre 1794. Une rue en rappelle le souvenir depuis 1908.
Le 30 mai 1814, une partie des armées confédérées y fut passée en revue par les empereurs de Russie, d'Autriche et le roi de Prusse.

### Quartier du Parc
Le château de Neuilly construit à partir de 1751 et modifié par la suite par Joachim Murat qui l'acheta en 1802, est la résidence favorite du roi Louis-Philippe et de sa famille de 1830 à 1848.
Le 13 juillet 1842, le prince héritier duc d'Orléans meurt d'une chute de voiture en se rendant à Neuilly. Une chapelle commémorative de style byzantin - devenue l'église Notre-Dame-de-Compassion - est élevée à cet endroit. Lors du percement du boulevard périphérique, la chapelle a été déplacée de son emplacement originel. Neuilly a récupéré, après l'indépendance de l'Algérie, la statue équestre du Prince qui se trouvait à Alger. Elle a été remontée au milieu du carrefour Inkermann-Victor-Hugo. Le château de Neuilly fut incendié lors de la Révolution de 1848. Ne subsiste qu'une des ailes, située au 52, boulevard d'Argenson, occupée aujourd’hui par la congrégation des sœurs Saint-Thomas de Villeneuve. Les noms de plusieurs rues de Neuilly (rue Louis-Philippe, rue d'Orléans, rue de Chartres, rue de l'Amiral-de-Joinville, etc.) rappellent les liens de la ville avec la famille d'Orléans. Le parc du château fut loti au Second Empire.

### Sous le Second Empire
La construction de l'enceinte de Thiers entre 1841 et 1844 isole le hameau des Ternes (Thernes) − qui s'étend jusqu'à la place de l'Étoile, délimité à l'est par les avenues Kléber et Wagram actuelles – du reste de la commune de Neuilly. En 1859, ce territoire est détaché de la commune de Neuilly pour être inclus dans le nouveau Paris d'Haussmann et constituer le quartier des Ternes.
En 1866, les environs de la porte de Champerret et l'ancien village de Villiers seront également détachés pour constituer une partie de la nouvelle commune de Levallois-Perret.
Les funérailles de Victor Noir, en 1870, attirent à Neuilly cent-mille personnes. Cette manifestation est un prélude à la chute du Second Empire.

### Sous laIIIeRépublique

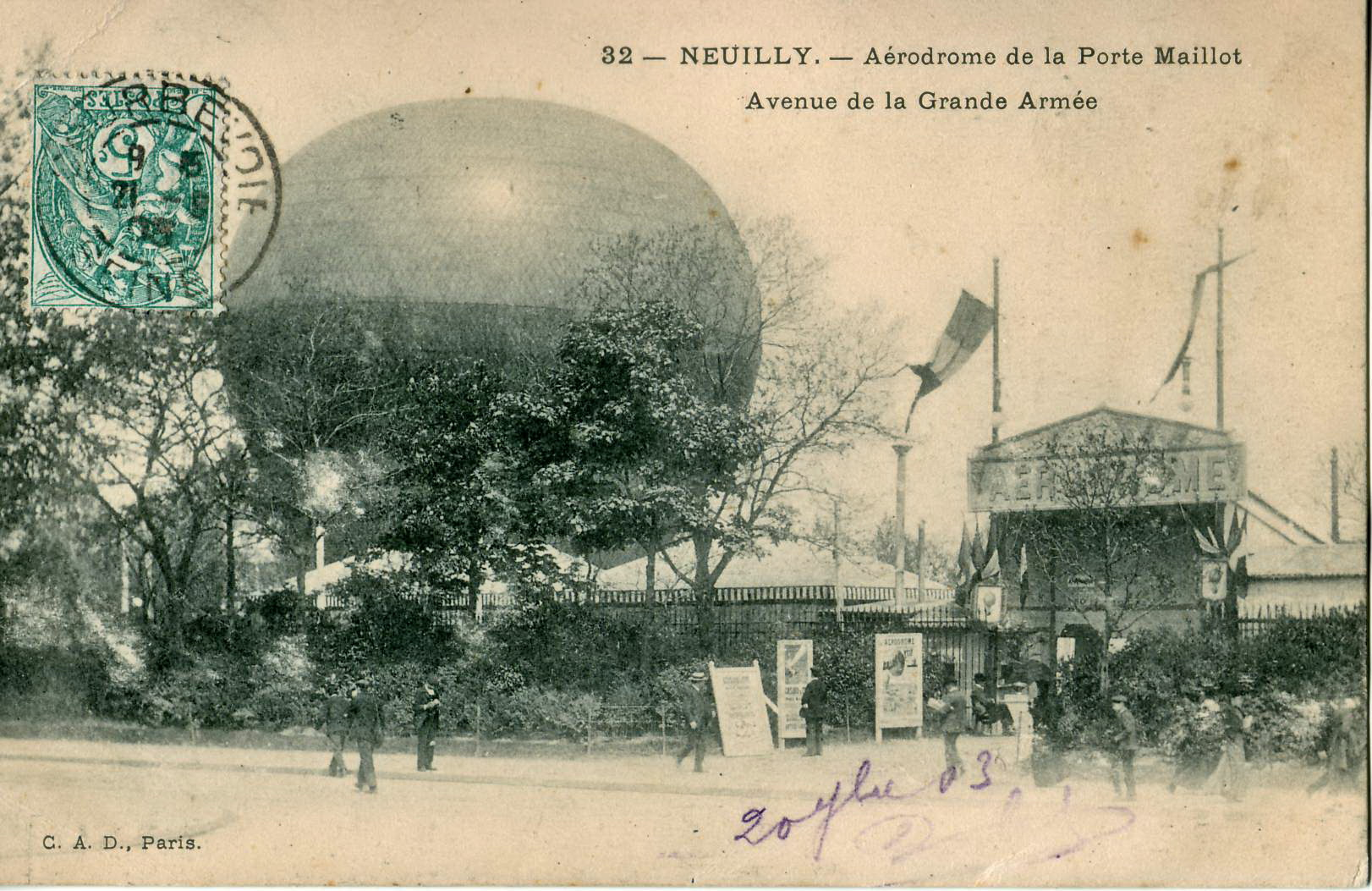
L'ancien aérodrome de Neuilly, réservé aux aérostats.

Les combats de la Commune sont violents à Neuilly et les bombardements — principalement des Versaillais — détruisent une grande partie des habitations (cinq-cents maisons) où les fédérés s'étaient retranchés.
Les années 1870 à 1890 voient la construction de nombreux bâtiments de Neuilly : en 1876 est construite, boulevard Bineau, une église anglicane, reprise depuis 1949 par les adventistes ; la synagogue de la rue Jacques-Dulud, œuvre d'Émile Ullmann, est inaugurée en 1878 (l'agrandissement sur la rue Ancelle est réalisé en 1937) ; la mairie actuelle, œuvre de Victor Dutocq et Charles Simonet (à partir des plans de Gaspard André) est inaugurée en 1886. La construction de l'église Saint-Pierre, œuvre d'Alfred Dauvergne continuée par son fils Louis Dauvergne, débute en 1887.
La commune a le privilège d'accueillir dès la fin du XIXe siècle une des activités les plus florissantes du moment : la parfumerie. En 1880, les repreneurs de la parfumerie de Jean-François Houbigant déplacent la production, jusque-là faite au 19, rue du Faubourg-Saint-Honoré, dans une modeste usine au 141, avenue du Roule. Dans le temps et la prospérité, cette dernière s'agrandit avec de vastes laboratoires et ateliers munis des perfectionnements les plus modernes. Elle perdure jusqu'au début des années 1970, où elle est détruite pour cause d'insalubrité. La parfumerie Rigaud s'installe rue des Huissiers, la parfumerie Delettrez au 31, avenue du Roule.

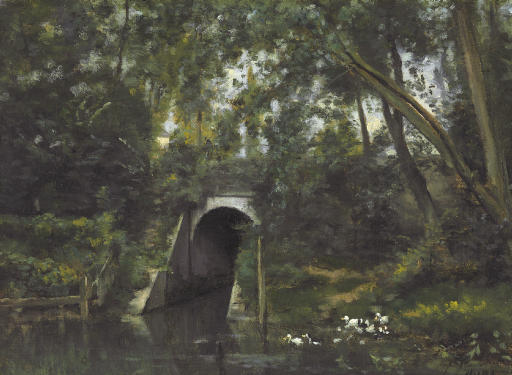
Bras de Seine du côté de Neuilly,
Stanislas Lépine, 1878–1882,
collection privée, vente 2008.

Durant la crue de la Seine de 1910, Neuilly est inondée comme les villes voisines situées le long du fleuve. Le 29 janvier, le quotidien Le Journal écrit : « On fait des distributions d'eau potable dans les rues au moyen de tonneaux d'arrosage. Une vingtaine de boulangers ayant leurs fournils envahis ont été obligés de fermer leur boutique ».
Le musicien autrichien Gustav Mahler a été transporté dans un état désespéré au retour de New York dans la clinique du docteur Defaut en mai 1911, où il resta quelques jours. Son état devenant de plus en plus désespéré, Carl Moll et sa femme Alma le transfèrent à Vienne selon ses dernières volontés, pour y mourir le 18 mai suivant.
Le 21 mars 1915, durant la Première Guerre mondiale, plusieurs bombes sont lancées d'un ballon dirigeable allemand Zeppelin qui explosent boulevard Victor-Hugo et entre l'île de la Jatte et la rue Chauveau,.
Le lycée Pasteur, boulevard d'Inkermann, œuvre de style néo-Louis XIII de Gustave Umbdenstock, est achevé en 1914, mais n'ouvre ses portes aux élèves et aux professeurs qu'en 1919. Le bâtiment sert d'hôpital à l'Ambulance américaine pendant la Première Guerre mondiale.
Prolongement du traité de Versailles, le traité de Neuilly entre les Alliés et la Bulgarie est signé, le 27 novembre 1919, dans la salle des fêtes de la mairie.
En 1929, la commune de Neuilly-sur-Seine cède à la ville de Paris sa part du Bois de Boulogne et une bande hectométrique le long du 17e arrondissement.

### Guerres mondiales

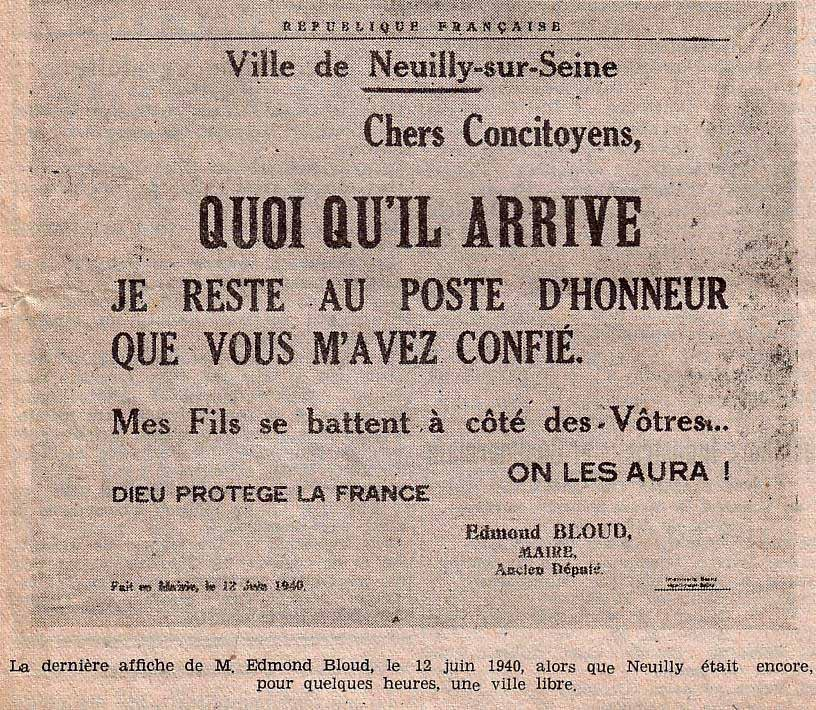
Affiche apposée sur les murs de Neuilly par le maire Edmond Bloud, le 12 juin 1940.

Comme partout en France, de nombreux Neuilléens sont victimes des deux guerres mondiales, par exemple Édouard Nortier, maire et député, mort en novembre 1914 pour la Première, le rabbin de Neuilly Robert Meyers et son épouse Suzanne Bauer déportés en 1943 et Madeleine Michelis, jeune professeur de lettres et résistante durant la Seconde. Pendant la Grande Guerre, le couple d'artistes de Neuilly, Louise Catherine Breslau et Madeleine Zillhardt, depuis leur atelier du boulevard d'Inkermann, participe ainsi à l'effort de guerre.
Au début de l'Occupation en 1940, et bien que les Allemands aient réquisitionné de nombreux bâtiments à Neuilly et tenté de faire partir les édiles, Edmond Bloud les en dissuade dans leur propre langue et empêche ainsi la réquisition de la mairie et de l'hôpital de Neuilly, qu'il avait fait construire en 1935. En raison de ces actes de résistance, il est révoqué en 1942 par le gouvernement de Vichy (qui nomme Max Roger), mais est réhabilité en 1945 jusqu'à l'élection d'Achille Peretti en 1947. Edmond Bloud meurt le 16 mai 1948, matin de la Pentecôte, dans sa maison du passage Saint-Ferdinand. En 1949, son petit-fils Denis Bloud âgé de 8 ans inaugure la rue Edmond-Bloud, qui longe l’hôtel de ville de Neuilly.
Au 5, avenue Philippe-le-Boucher, une plaque rappelle que les 16 et 17 juillet 1944 y sont arrêtés 21 résistants du réseau Corvette, qui sont déportés. Seul en reviendra Georges-Henri Pescadère, peintre graphiste occupant des lieux.
Au 67, rue Édouard-Nortier, une autre plaque rappelle les noms des dix-sept enfants juifs âgés de 2 à 11 ans, abrités dans une ancienne clinique tenue par des sœurs, déportés et assassinés à la suite  d'une rafle par les nazis le 25 juillet 1944.
Le 19 août 1944, durant les combats de la Libération, la mairie est le lieu de fusillades, devant et à l'intérieur, entre Allemands et FFI. Un char allemand tire un fumigène dans le bureau du maire et un obus explosif détruit le portail en fer forgé. La salle des fêtes sert à entreposer les tués et à recueillir les blessés. Durant les tirs, un résistant écrit sur un mur « Souvenir du Groupe Liberté. Honneur à nos morts et blessés. Vive la France », inscription depuis conservée sous une plaque de verre. Les traces de chenilles d'un char sont également visibles sur les marches du perron de la mairie. Devant l'arrivée de renforts allemands, certains résistants se cachent pendant une journée dans la cheminée monumentale. Retrouvant le contrôle de la mairie, les Allemands y découvrent 12 cadavres de résistants et 62 blessés. Trente hommes sont envoyés à la forteresse du Mont-Valérien pour être exécutés (ils serviront finalement de monnaie d'échange contre des prisonniers allemands incarcérés à la préfecture de police). La 2e division blindée du général Leclerc perd trois hommes à Neuilly lors des combats pour la libération de Paris. Des plaques commémoratives se trouvent dans et à l'extérieur de la mairie, de même que plusieurs dans les rues de Neuilly, rendant hommage aux morts des combats de la Libération.

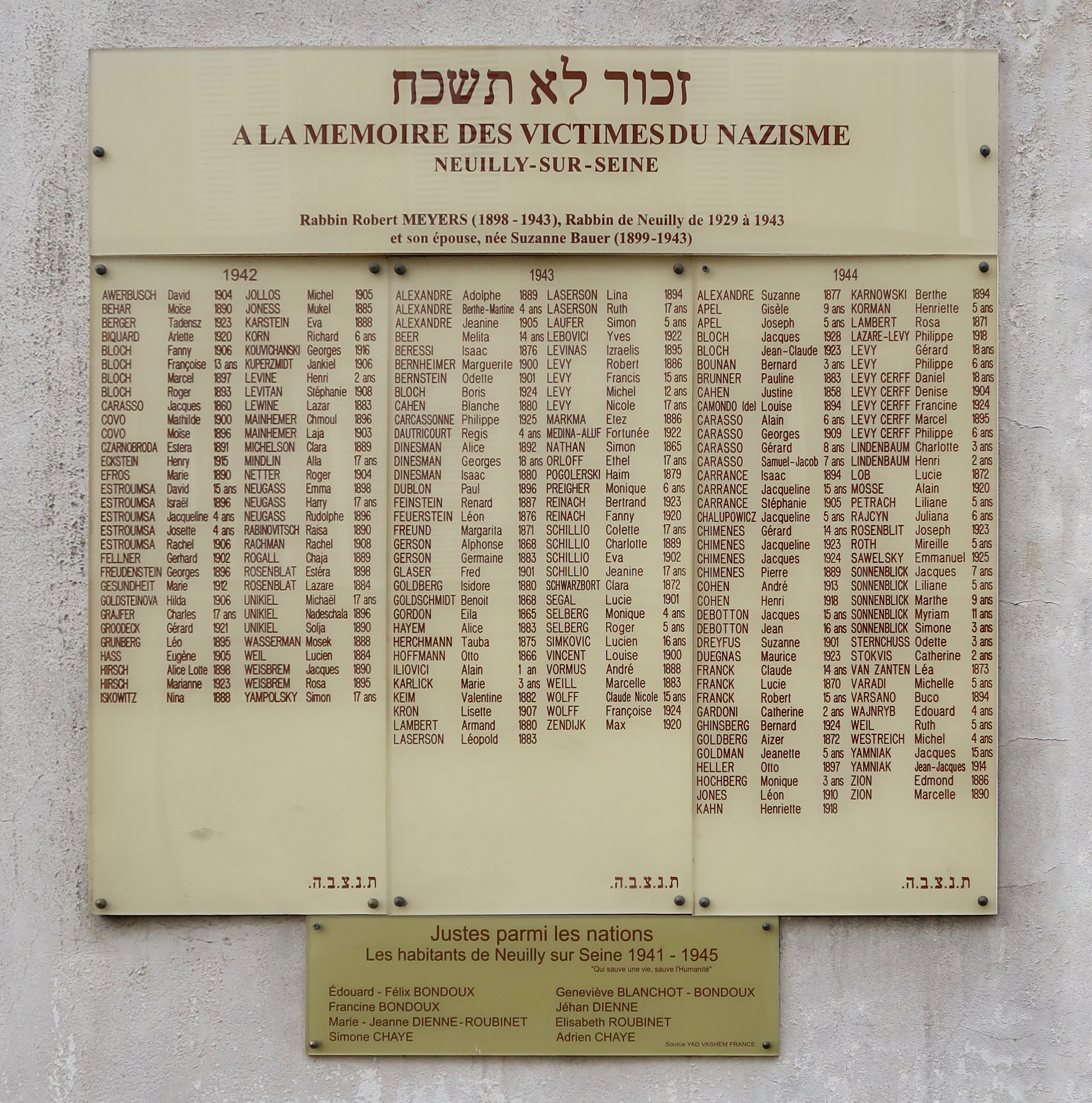
Plaque devant la synagogue de Neuilly.
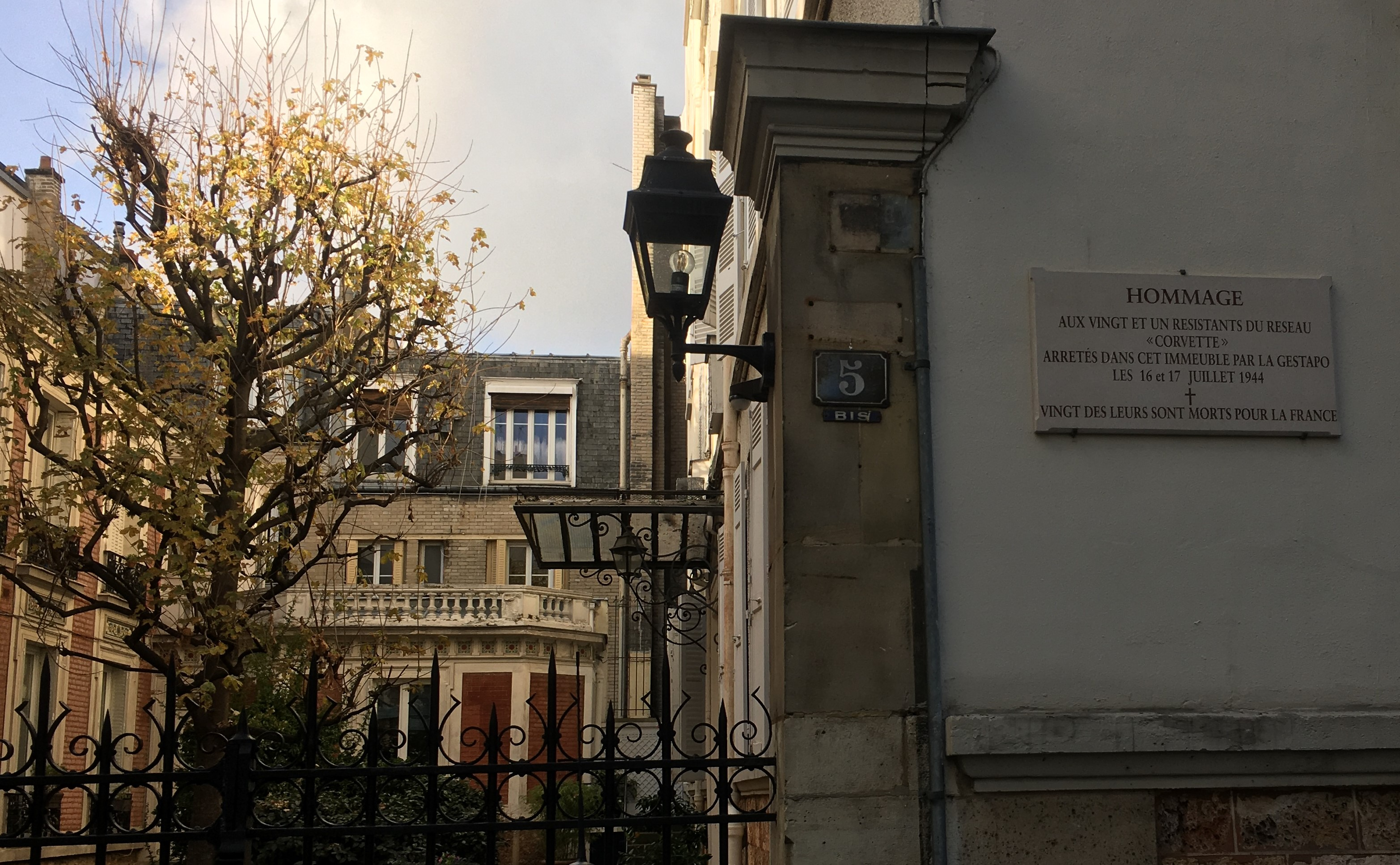
Plaque rappelant l'arrestation les 16 et 17 juillet 1944 des membres du réseau Corvette, située au 5 bis, avenue Philippe-le-Boucher.
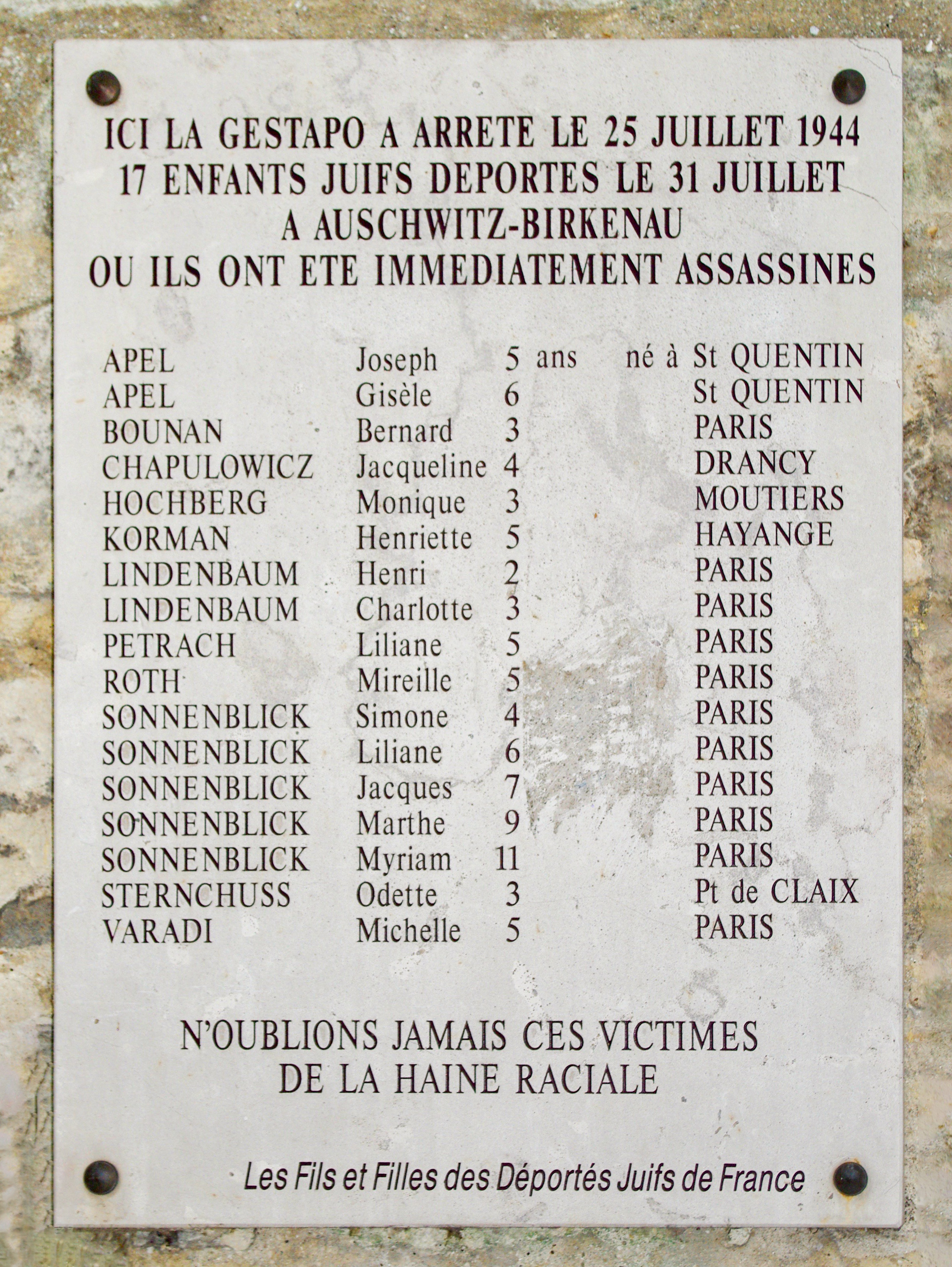
Plaque à la mémoire des enfants déportés d'un refuge, 67, rue Édouard-Nortier.
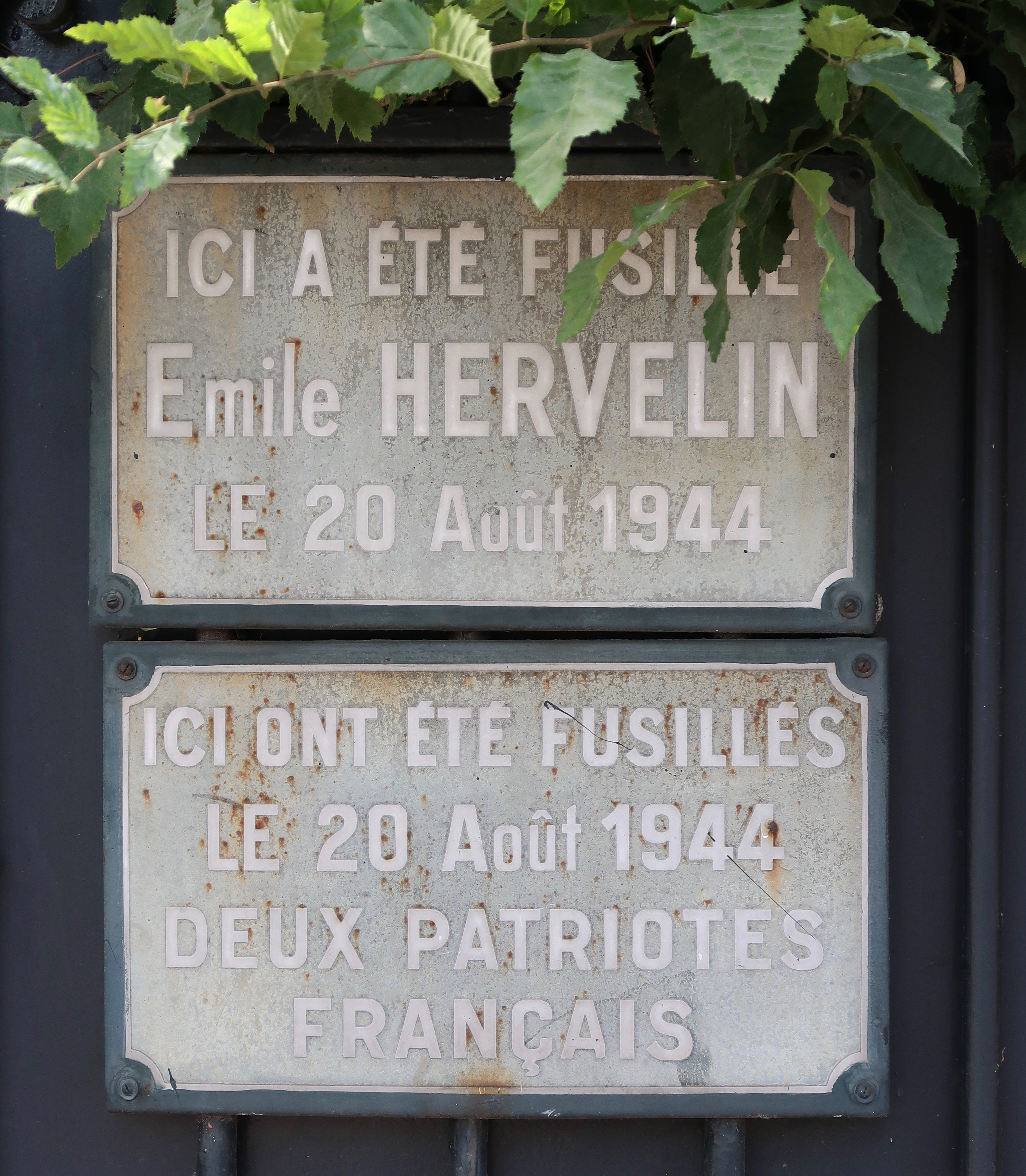
Plaque au croisement du boulevard du Commandant-Charcot et du boulevard Richard-Wallace.
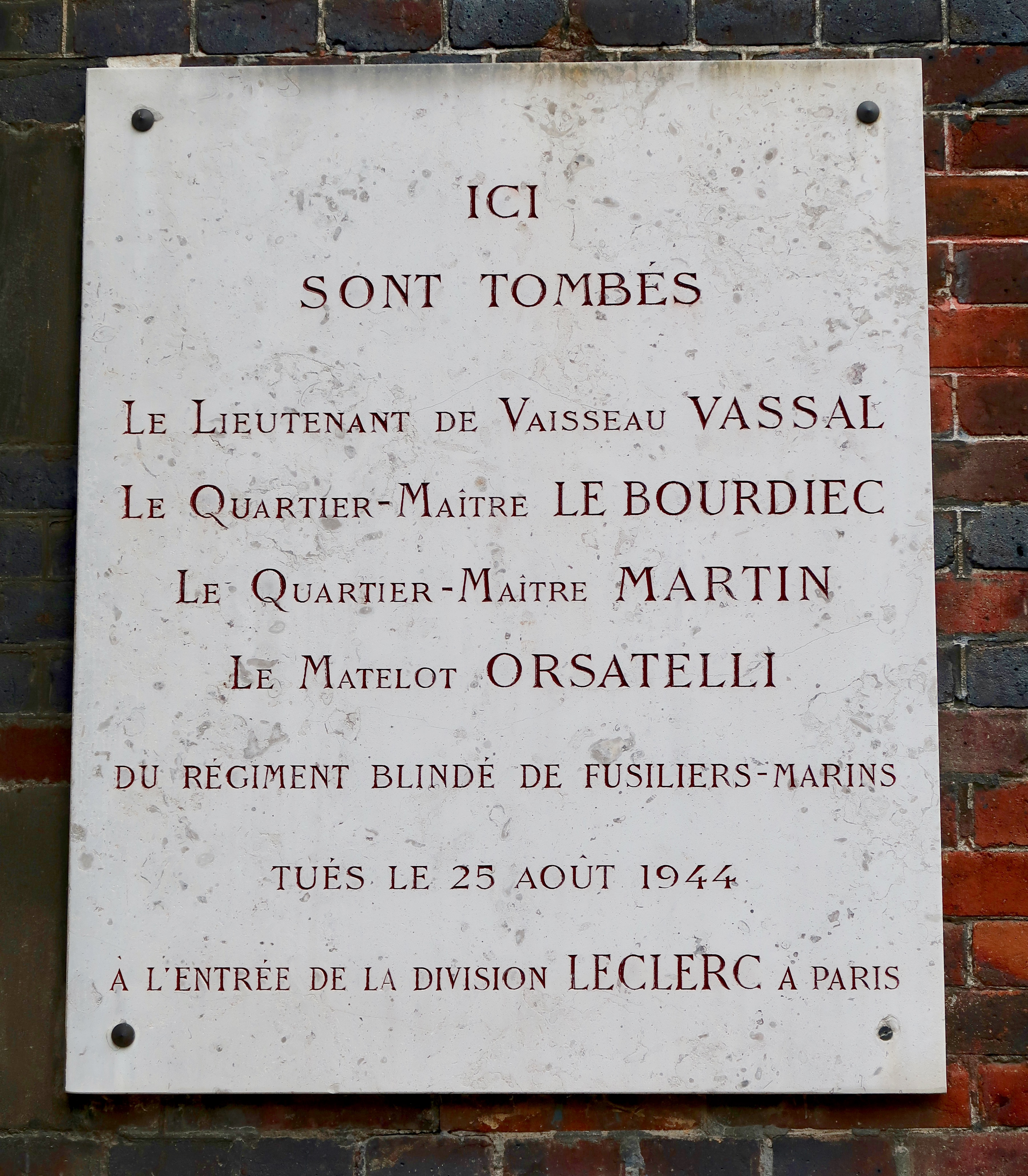
Plaque en hommage à des soldats tués pendant la Libération de Paris (1944), sur un pavillon de garde du bois de Boulogne.
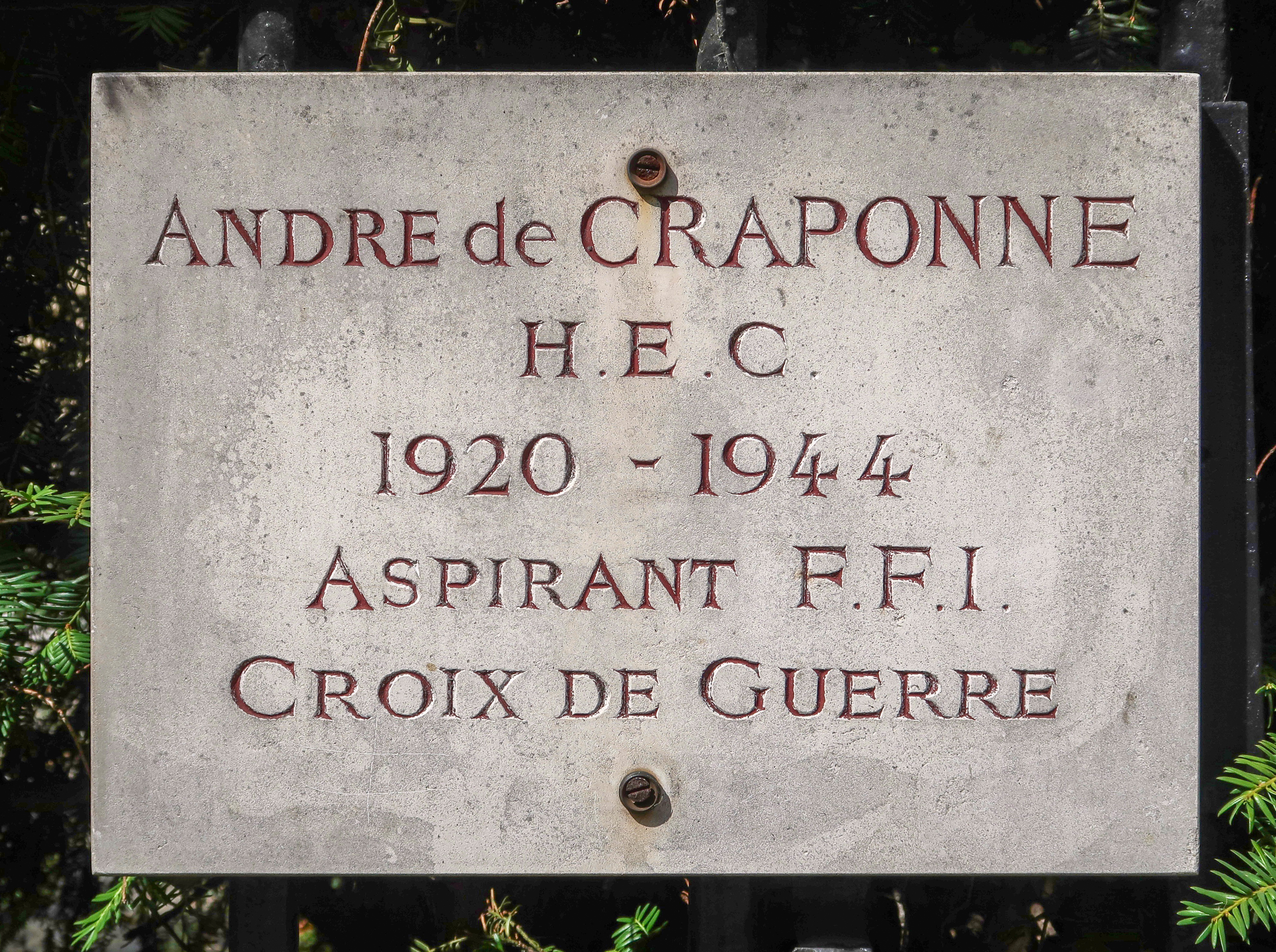
Plaque au 17, boulevard Richard-Wallace.
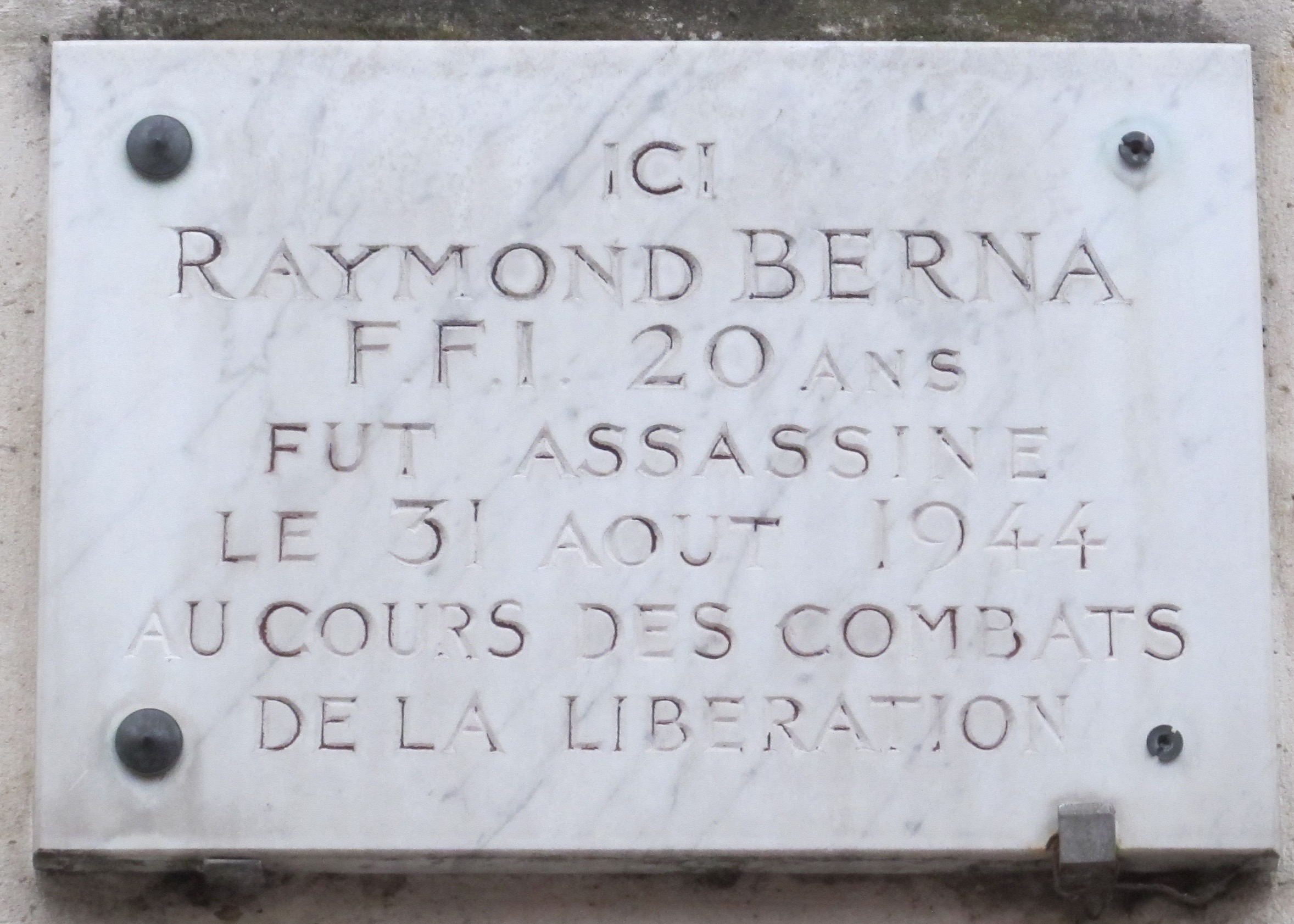
Plaque au 94 ter, rue de Longchamp.

### Depuis 1945

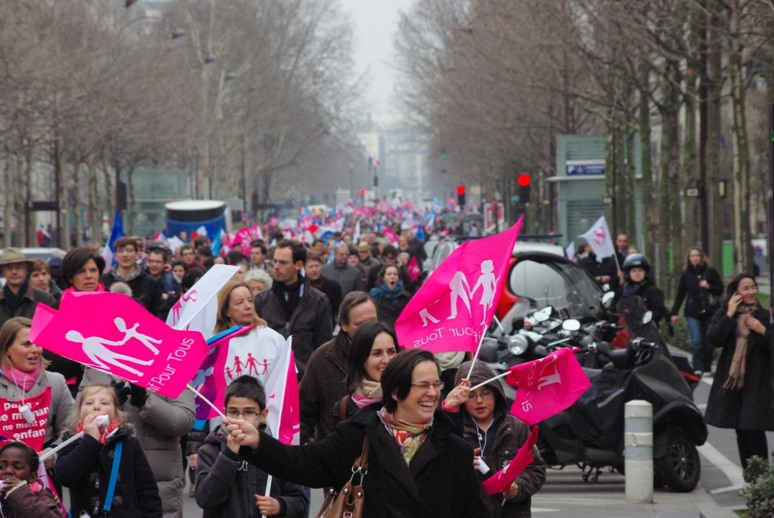
L'avenue du Roule à Neuilly-sur-Seine durant la « la Manif pour tous » du 24 mars 2013.

Les mandats d'Achille Peretti voient dans les années 1950 et 1960 la construction de plusieurs groupes scolaires dont le lycée de la Folie-Saint-James.
Le 18 juillet 1980, Chapour Bakhtiar, dernier Premier ministre du chah d'Iran Mohammad Reza Pahlavi, est la cible d'une tentative d'assassinat à son domicile du boulevard Bineau. Il en réchappe, mais deux personnes sont tuées.
Le 13 mai 1993, une prise d'otages dans une classe de maternelle à l'école de la rue de la Ferme devient un événement national.
La campagne pour l'élection présidentielle de 2007 attire l'attention à plus d'un titre sur Neuilly-sur-Seine. Le candidat UMP qui est finalement élu, Nicolas Sarkozy, a été maire, député et conseiller général de Neuilly et y est électeur. Le candidat de la Ligue communiste révolutionnaire Olivier Besancenot y est employé de La Poste. Enfin et surtout, l'application de la loi relative à la solidarité et au renouvellement urbains (SRU) y suscite la polémique (voir la section Habitat).

## Politique et administration

### Rattachements administratifs et électoraux
Antérieurement à la loi du 10 juillet 1964, la commune fait partie du département de la Seine. La réorganisation de la région parisienne en 1964 fait que la commune appartient désormais au département des Hauts-de-Seine et à son arrondissement de Nanterre, après un transfert administratif effectif au 1er janvier 1968.
Pour l'élection des députés, la commune est rattachée depuis 1986 à la sixième circonscription des Hauts-de-Seine qui regroupe les cantons de Neuilly-Nord, Neuilly-Sud et Puteaux.
De 1801 à 1967, la commune est le chef-lieu du canton de Neuilly-sur-Seine du département de la Seine. Lors de la mise en place des Hauts-de-Seine, elle est divisée en deux cantons : le canton de Neuilly-sur-Seine-Nord et celui de Neuilly-sur-Seine-Sud. Dans le cadre du redécoupage cantonal de 2014 en France, la commune constitue désormais le canton de Neuilly-sur-Seine.
Neuilly-sur-Seine relève du tribunal d'instance de Courbevoie, du tribunal pour enfants, du conseil de prud'hommes, du tribunal de commerce et du tribunal de grande instance de Nanterre, de la cour d'appel de Versailles, du tribunal administratif de Cergy-Pontoise et de la cour administrative d'appel de Versailles.

### Intercommunalité
La ville n'était membre d'aucune intercommunalité à fiscalité propre jusqu'en 2016.
Dans le cadre de la mise en œuvre de la volonté gouvernementale de favoriser le développement du centre de l'agglomération parisienne comme pôle mondial est créée, le 1er janvier 2016, la métropole du Grand Paris (MGP), dont la commune est membre.
La loi portant nouvelle organisation territoriale de la République du 7 août 2015 prévoit également la création de nouvelles structures administratives regroupant les communes membres de la métropole, constituées d'ensembles de plus de 300 000 habitants, et dotées de nombreuses compétences, les établissements publics territoriaux (EPT).
La commune a donc également été intégrée le 1er janvier 2016 à l'établissement public territorial Paris Ouest La Défense.

### Tendances politiques et résultats
Élections municipales de 2008
Louis-Charles Bary (UMP, ex UDF) succède en 2002 à Nicolas Sarkozy dont il est l'adjoint depuis de longues années. En 2008, il ne se représente pas. L'UMP impose un candidat, David Martinon, diplomate, porte-parole de Nicolas Sarkozy à l'Élysée. Cette nomination est qualifiée de parachutage par une partie importante des militants UMP locaux. Son principal adversaire est le candidat classé « divers droite » Jean-Christophe Fromantin, président et cofondateur de la société Export Entreprises, père de 4 enfants, qui profite de la division puisque la moitié de son équipe est composée de membres de l'UMP. Le dimanche 10 février 2008, Jean Sarkozy, fils du président de la République, Arnaud Teullé et Marie-Cécile Ménard se désolidarisent de David Martinon. Le lundi 11, ce dernier annonce qu'il retire sa candidature. Le mardi 12, l'UMP fait savoir qu'elle accorde son investiture à Jean-Christophe Fromantin, mais Arnaud Teullé annonce à son tour qu'il conduira une liste dissidente. Quant à Jean Sarkozy, il se présente à l'élection cantonale de Neuilly-sud qui se tient le même jour, qu'il emporte dès le premier tour, avec 52 % des suffrages, devenant le benjamin du conseil général des Hauts-de-Seine. Le premier tour des municipales est agité : pour la première fois depuis la première élection d'Achille Peretti, en 1947, un second tour a lieu, qui oppose la liste de Jean-Christophe Fromantin (62 % des voix) et celle d'Arnaud Teullé (38 %), les autres listes étant éliminées, notamment celle arrivée en troisième place menée par Lucienne Buton (d) (Parti socialiste) qui constituait depuis des décennies le groupe d'opposition municipale, qui avait recueilli 8 %.
Élections municipales de 2014
Lors des élections municipales de 2014, la liste menée par Jean-Christophe Fromantin recueille 13 536 voix (67 % des suffrages), ce qui lui donne 42 sièges sur 49. Deux listes divers droite menées par Bernard Lepidi (18 %) et Franck Keller (8 %) disposent de 6 sièges et la liste d'union de la gauche et des écologistes menée par Marie Brannens (d) (7 %) reprend un siège.
Élections municipales de 2020
Lors du scrutin de 2020, l'abstention atteint 64 % (contre 46 % en 2014) et la liste menée par Jean-Christophe Fromantin obtient 7 883 voix (42 % de moins qu'en 2014), soit 60 % des suffrages et 41 sièges sur 49. Celle présentée par Florence Maurin-Fournier et Constance Le Grip soutenue par Les Républicains, avec 1 931 voix (15 %) obtient 4 sièges. La liste centriste LREM-MoDem de Jean-François Rouzières recueille 1 284 suffrages (10 %) et 2 élus. La liste écologiste de Thierry Hubert (d) (EÉLV) obtient 1 élu avec 753 voix (6 %). Anthony Dodeman (LR dissident) obtient 669 suffrages (5 %) et 1 siège. Les deux autres listes (Union de la gauche et divers droite de Bernard Lepidi), avec chacune 2 % des suffrages n'ont aucun siège.
Contestés, les résultats de l'élection sont maintenus par le tribunal administratif de Cergy.

### Liste des maires
Six maires se sont succédé depuis la Libération :
| Période | Période                      | Identité                              | Étiquette                                      | Qualité |
| ------- | ---------------------------- | ------------------------------------- | ---------------------------------------------- | --- |
| 1944    | 1945                         | Eugène Van der Meersch Décédé en 1967 |                                                | Résistant FFI / Libération-Nord, Président du Comité de libération nationale de Neuilly, ultérieurement conseiller général RPF et député gaulliste du Nord |
| 1945    | 1947                         | Charles Metmandécédé en 1952          |                                                | Conseiller municipal depuis 1935, conservateur au Musée des Arts décoratifs depuis 1920 et au musée Nissim-de-Camondo depuis 1936 |
| 1947    | avril 1983                   | Achille Peretti,                      | RPF, URAS, RS, UNR, UNR - UDT, UD-Ve, UDR, RPR | Compagnon de la Libération, commissaire de police puis préfet. Ancien conseiller général d'Ajaccio-1 (1945 → 1951) Conseilller général de Neuilly-sur-Seine-Sud (1970 → 1976) Député de la Seine puis des Hauts-de-Seine (6e circ.) (1958 → 1977) Président de l'Assemblée nationale (1969 → 1973) Membre du Conseil constitutionnel (1977 → 1983) Mort en fonction |
| 1983    | 2002                         | Nicolas Sarkozy                       | RPR puis UMP                                   | Avocat député des Hauts-de-Seine 6e circ.) (1988 → 2002 et de mars à juillet 2005) ministre à plusieurs reprises. Président du Conseil général des Hauts-de-Seine (2004 → 2007). Président de la République (2007 → 2012) |
| 2002    | 2008                         | Louis-Charles Bary                    | UMP                                            | Chef d'entreprise, ancien vice-président du CNPF Conseiller général de Neuilly-sur-Seine-Sud (1976 → 2008), Vice-président du conseil général des Hauts-de-Seine [1982 → 2008). |
| 2008    | En cours (au 2 février 2023) | Jean-Christophe Fromantin             | DVD (TEM)                                      | Chef d'entreprise, Député des Hauts-de-Seine (6e circ.) (2012 → 2017),Conseiller général de Neuilly-sur-Seine-Nord (2011 → 2012), Conseiller départemental de Neuilly-sur-Seine (2021 → ) Vice-président de l'EPT Paris Ouest La Défense (2016 → ) Réélu pour le mandat 2020-2026                                                                                   |

### Jumelages
Au 1er janvier 2013, Neuilly-sur-Seine est jumelée avec :
- Windsor (Royaume-Uni) depuis 1955[71] ;

- Uccle (Belgique) depuis 1981.

Anciens jumelages :
- Un jumelage signé en 1964 avec Hanau (ville de l'agglomération de Francfort-sur-le-Main dans le land de Hesse en Allemagne) a pris fin en 2002[72],[73].
- Dans les années 1950 et jusqu'en 1962, il y avait un jumelage avec la ville de Nemours (Algérie), aujourd'hui Ghazaouet[74].

## Population et société

### Démographie

#### Évolution démographique
La commune de Neuilly-sur-Seine a atteint sa population maximale lors du recensement de 1962 avec 72 773 habitants avant de se stabiliser autour de 60 000 habitants.
L'évolution du nombre d'habitants est connue à travers les recensements de la population effectués dans la commune depuis 1793. Pour les communes de plus de 10 000 habitants les recensements ont lieu chaque année à la suite d'une enquête par sondage auprès d'un échantillon d'adresses représentant 8 % de leurs logements, contrairement aux autres communes qui ont un recensement réel tous les cinq ans,.

En 2022, la commune comptait 59 200 habitants, en évolution de −2,28 % par rapport à 2016 (Hauts-de-Seine : +2,75 %, France hors Mayotte : +2,11 %).
| 1793  | 1800  | 1806  | 1821  | 1831  | 1836  | 1841  | 1846   | 1851   |
| ----- | ----- | ----- | ----- | ----- | ----- | ----- | ------ | ------ |
| 2 477 | 1 573 | 2 162 | 2 744 | 5 599 | 7 654 | 9 493 | 13 063 | 15 894 |

| 1856   | 1861   | 1866   | 1872   | 1876   | 1881   | 1886   | 1891   | 1896   |
| ------ | ------ | ------ | ------ | ------ | ------ | ------ | ------ | ------ |
| 23 583 | 13 216 | 17 545 | 16 277 | 20 781 | 25 235 | 26 596 | 29 444 | 32 730 |

| 1901   | 1906   | 1911   | 1921   | 1926   | 1931   | 1936   | 1946   | 1954   |
| ------ | ------ | ------ | ------ | ------ | ------ | ------ | ------ | ------ |
| 37 493 | 41 145 | 44 616 | 51 590 | 52 433 | 53 491 | 56 938 | 60 172 | 66 095 |

| 1962   | 1968   | 1975   | 1982   | 1990   | 1999   | 2006   | 2011   | 2016   |
| ------ | ------ | ------ | ------ | ------ | ------ | ------ | ------ | ------ |
| 72 773 | 70 995 | 65 983 | 64 170 | 61 768 | 59 848 | 61 471 | 61 797 | 60 580 |

| 2021   | 2022   | - | - | - | - | - | - | - |
| ------ | ------ | - | - | - | - | - | - | - |
| 59 267 | 59 200 | - | - | - | - | - | - | - |

#### Pyramide des âges
En 2018, le taux de personnes d'un âge inférieur à 30 ans s'élève à 34,2 %, soit en dessous de la moyenne départementale (38,4 %). À l'inverse, le taux de personnes d'âge supérieur à 60 ans est de 28 % la même année, alors qu'il est de 20 % au niveau départemental.
En 2018, la commune comptait 27 036 hommes pour 32 904 femmes, soit un taux de 54,89 % de femmes, largement supérieur au taux départemental (52,41 %).
Les pyramides des âges de la commune et du département s'établissent comme suit.

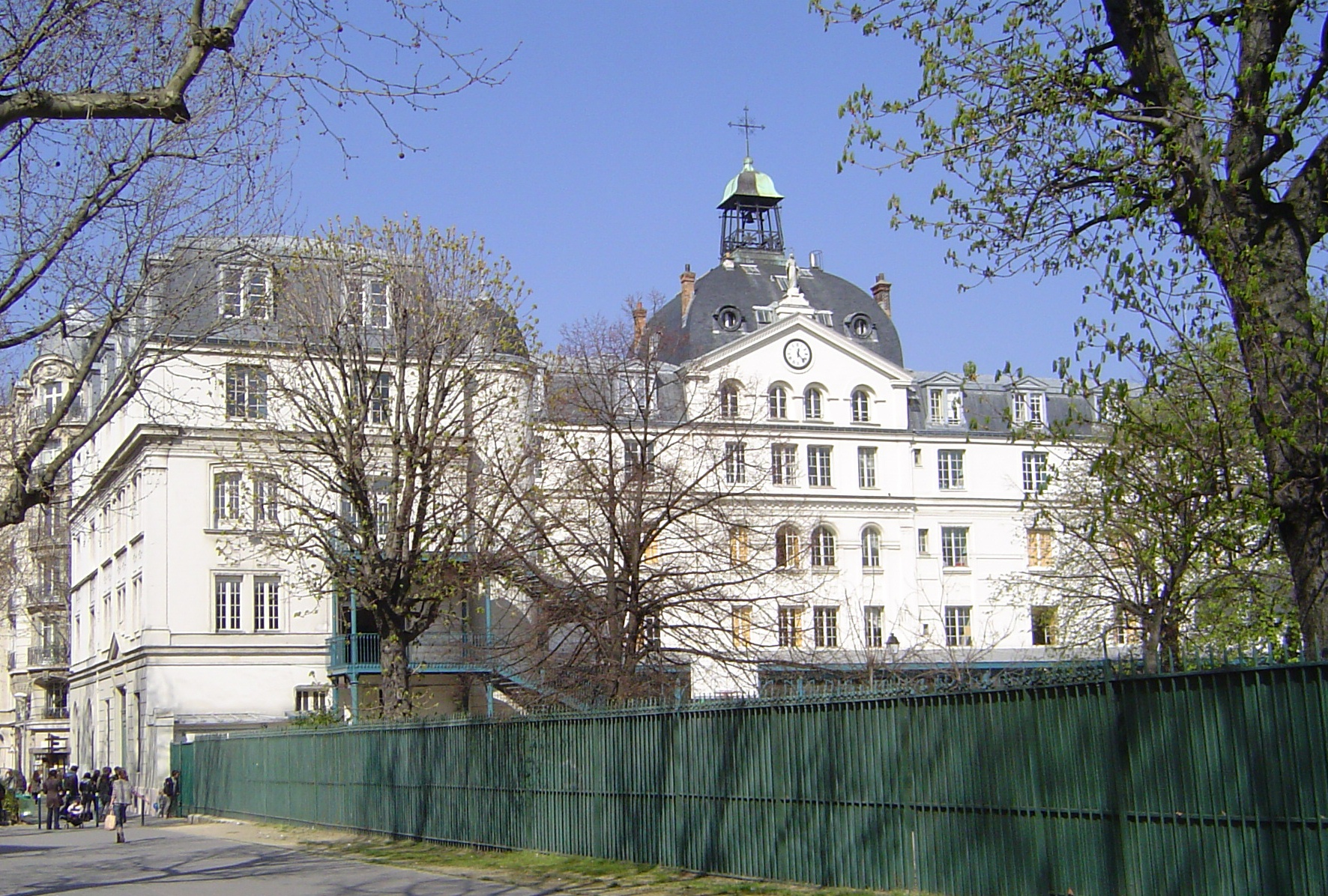
Institution Notre-Dame-de-Sainte-Croix

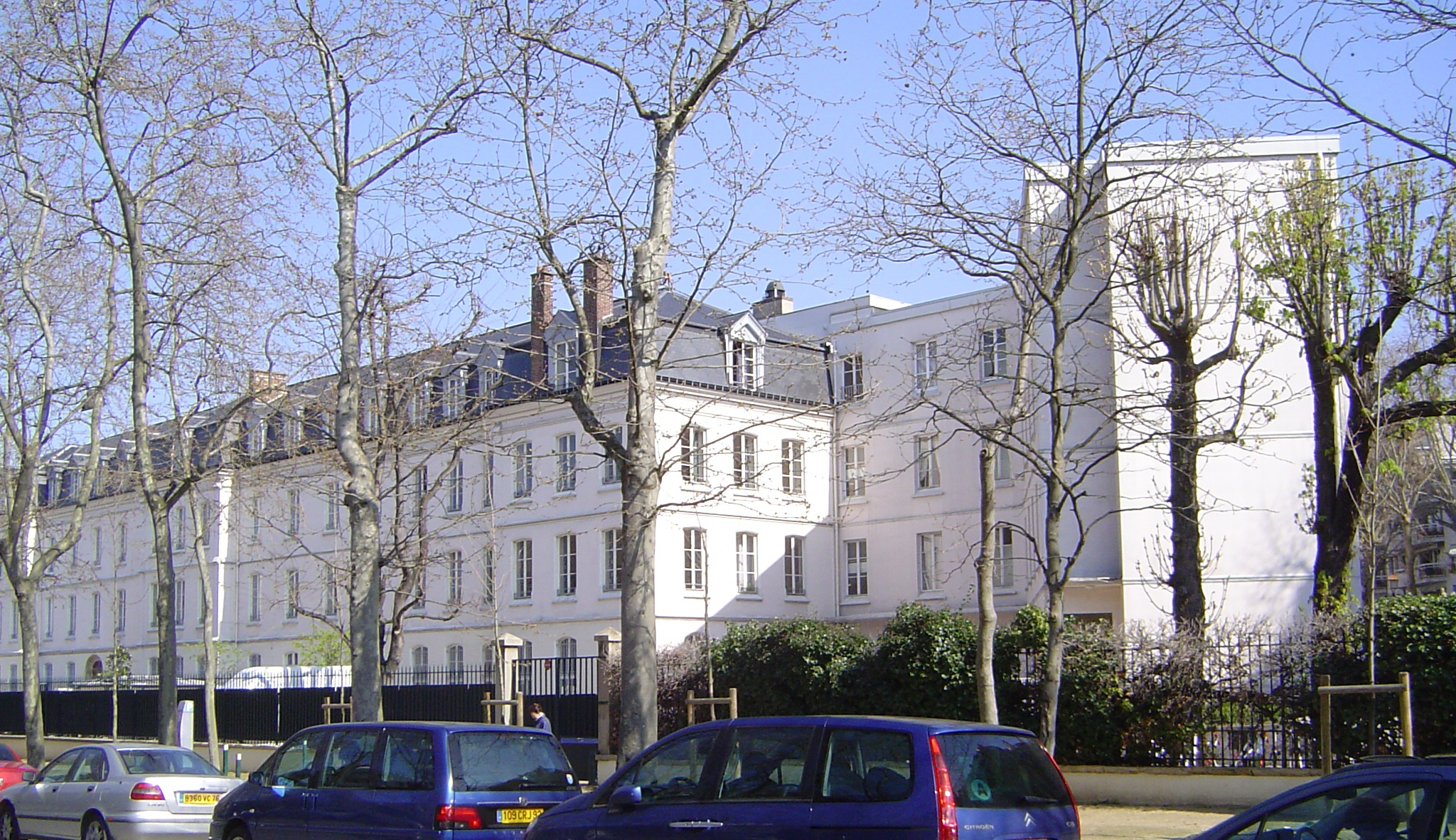
Collège Sainte-Marie

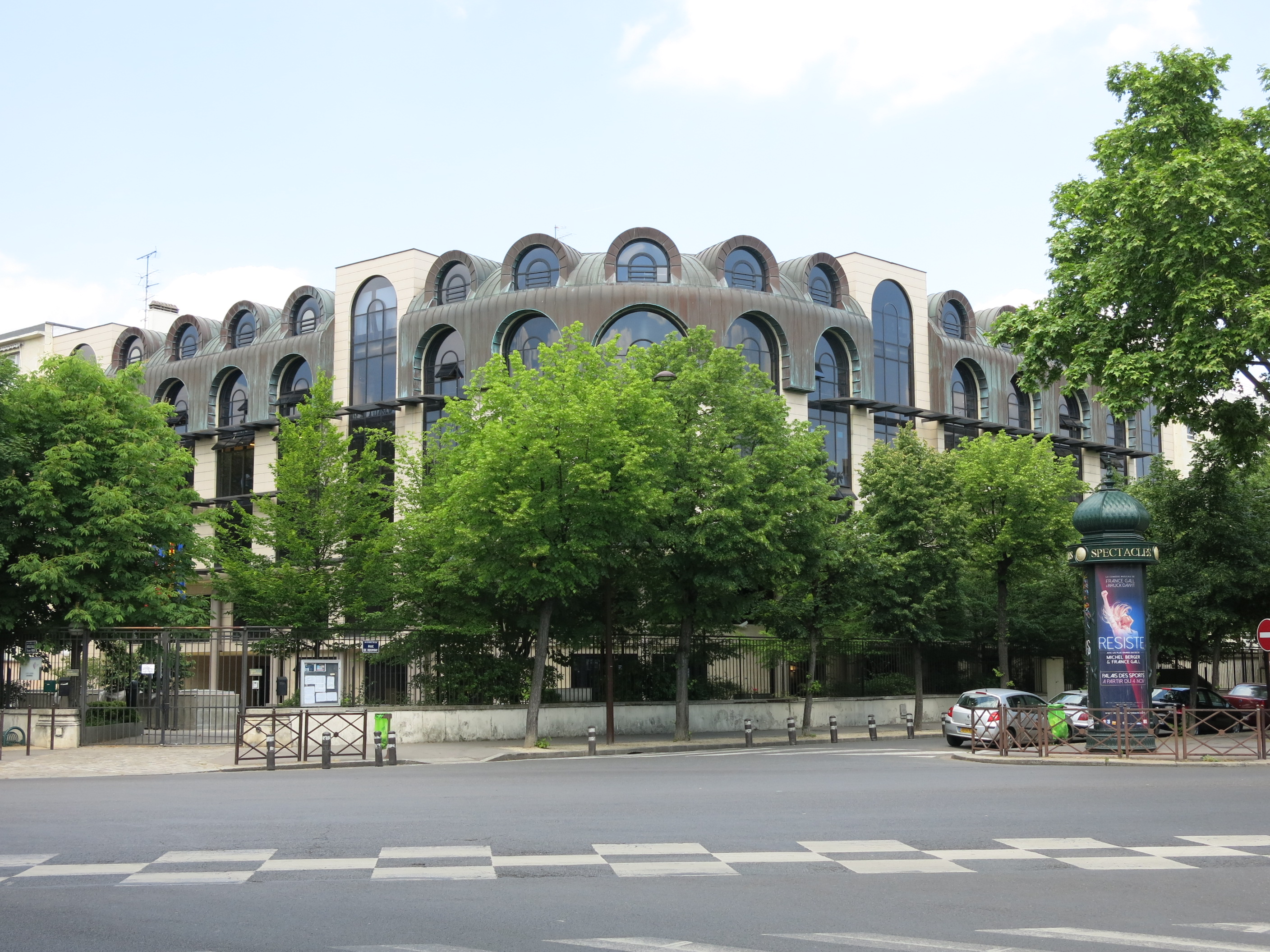
Lycée espagnol Luis-Buñuel

| Hommes | Classe d’âge | Femmes |
| ------ | ------------ | ------ |
| 1,7    | 90 ou +      | 3,0    |
| 8,1    | 75-89 ans    | 10,2   |
| 15,3   | 60-74 ans    | 17,1   |
| 20,0   | 45-59 ans    | 20,1   |
| 18,0   | 30-44 ans    | 17,6   |
| 18,4   | 15-29 ans    | 16,7   |
| 18,5   | 0-14 ans     | 15,2   |

| Hommes | Classe d’âge | Femmes |
| ------ | ------------ | ------ |
| 0,6    | 90 ou +      | 1,6    |
| 5,2    | 75-89 ans    | 7,2    |
| 12,1   | 60-74 ans    | 13,5   |
| 19,3   | 45-59 ans    | 19,4   |
| 22,6   | 30-44 ans    | 21,9   |
| 20,2   | 15-29 ans    | 18,9   |
| 19,9   | 0-14 ans     | 17,4   |

### Enseignement
Neuilly-sur-Seine est située depuis la création de celle-ci dans l'académie de Versailles (auparavant dans l'académie de Paris).
Enseignement primaire et secondaire public
La ville administre 8 écoles maternelles et 9 écoles élémentaires communales.
Le département gère 3 collèges et la Région Île-de-France 3 lycées :
- le collège André-Maurois[80]
- le lycée Pasteur et le collège Pasteur[81]
- le lycée La Folie Saint-James (d)[82] et le collège Théophile-Gauthier[83]
- le lycée professionnel Vassily-Kandinsky (d) (petite structure : 236 élèves - 26 professeurs : esthétique-cosmétique-parfumerie, BEP carrières sanitaires et sociales, diplôme professionnel d'aide-soignant, diplôme professionnel d'auxiliaire de puériculture)[84]

Il existe un établissement étranger, qui dépend du ministère espagnol de l'Éducation :
- le lycée espagnol Luis-Buñuel (en), inauguré en 2006[85]

Enseignement primaire et secondaire privé
Neuilly-sur-Seine compte six établissements privés confessionnels catholiques :
- le groupe scolaire inter-paroissial Saint-Pierre–Saint-Jean (enseignement catholique primaire et secondaire sous contrat d'association) qui regroupe les anciennes écoles Saint-Joseph et Sainte-Cécile Sainte-Marthe ; en 2019, il a pris le nom de groupe scolaire catholique « La Trinité » (d)[86]
- le lycée professionnel des métiers de la vente et UFA (unité de formation par apprentissage) formant au diplôme d'employé de commerce multi-spécialités Georges-Guérin (enseignement catholique professionnel sous contrat d'association)[87] ;
- Sainte-Marie de Neuilly ;
- l'Institution Sainte-Croix ;
- l'Institution Saint-Dominique ;
- l'école catholique américaine Marymount International School of Paris (en)[88].

Enseignement supérieur

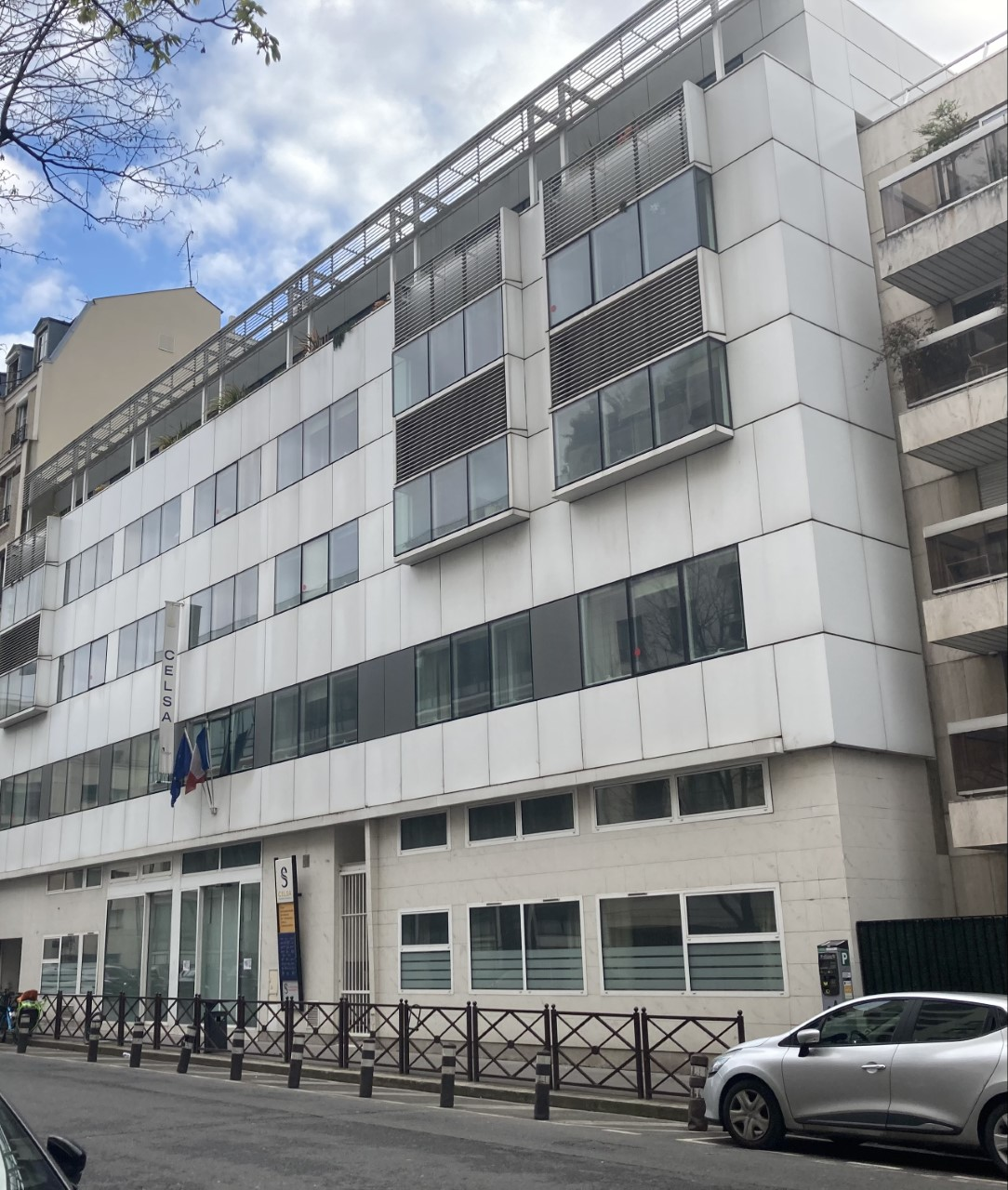
L'École des hautes études en sciences de l'information et de la communication (CELSA), antenne de la Sorbonne au nº 77 de la rue de Villiers

Des classes préparatoires aux grandes écoles existent dans quatre lycées : lycée Pasteur, lycée La Folie-Saint-James, Sainte-Croix et Sainte-Marie.
La Sorbonne dispose d'un site à Neuilly-sur-Seine occupé par le CELSA (grande école en sciences de l'information et de la communication), rue de Villiers. Le CELSA accueille près de 1 000 étudiants chaque année et leur propose 1 licence, 7 masters, 1 doctorat, 1 Executive MBA, et des formations courtes pour les professionnels. C'est l'une des quatorze écoles de journalisme françaises reconnues par la profession. Le CELSA héberge également le Groupe de recherches interdisciplinaires sur les processus d’information et de communication (GRIPIC), qui réunit une centaine de chercheurs et doctorants sur des thèmes variés comme « Espace public, politique, genre », « Savoirs, culture, patrimoines », « Journalisme, écritures médiatiques et numériques » ou « Médiations marchandes, organisations ».

### Culture
Salles de spectacle
Cinéma

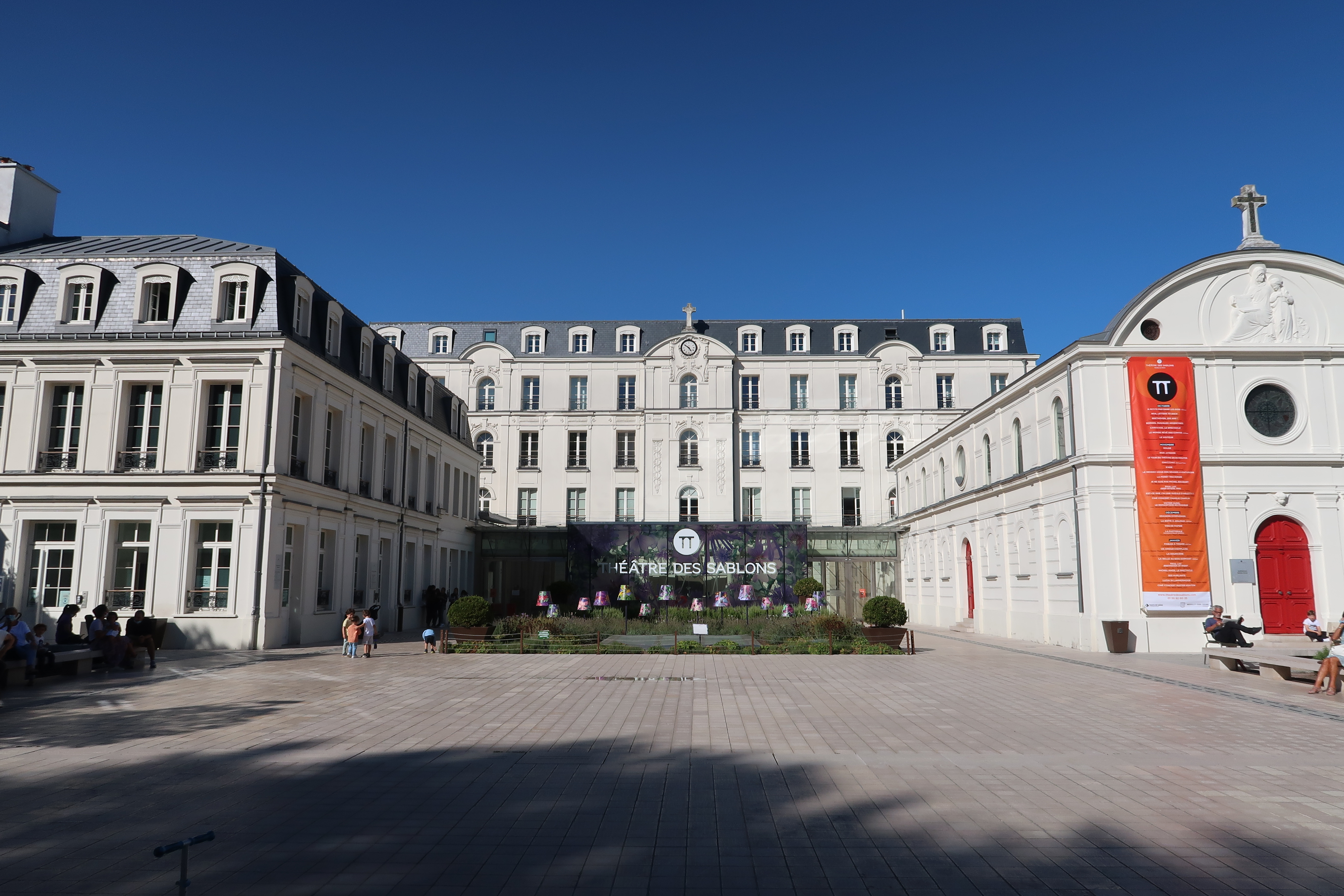
Théâtre des Sablons, ancien hospice Sainte-Anne.

La seule salle de cinéma publique en exploitation est la salle dite Le Village, incluse dans un centre comprenant une salle de théâtre du même nom. Elle est construite à l'emplacement du cinéma nommé antérieurement Le Chézy. Construit en pierre et béton, et décoré en façade de frontons et bas-reliefs, l'édifice est inauguré le 17 février 1928 avec une représentation de Faust. Dès le début des années 1930 l'intérieur est transformé et aménagé par l'architecte Charles Siclis afin de permettre l'exploitation cinématographique. Le cinéma-théâtre Le Village a été entièrement rénové entre 1992 et 1994, seule la façade Art déco a été conservée. La société Parafrance Films a exploité en gérance le cinéma une dizaine d'années de 1980 à 1990. À sa réouverture en 1994, le cinéma a fonctionné en association loi de 1901. Depuis le 1er janvier 2006 la mairie de Neuilly-sur-Seine a repris l'exploitation de son cinéma municipal en régie directe et s'est équipée le 13 septembre 2011 de deux salles numériques projection 3D : la salle 1 « Michèle-Morgan » de 263 places et la salle 2 « Darry-Cowl » de 237 places. Depuis 2021, les films projetés sont choisis directement par les habitants, grâce à une plateforme de vote électronique utilisant la blockchain développée par l'association Electis.
Les deux autres salles traditionnelles au XXe siècle étaient Le Trianon (à l'angle de la rue Ybry et de la rue du Pont) et Le Régent (113, avenue de Neuilly, aujourd'hui avenue Charles-de-Gaulle). Il existe également des salles de projection privées, notamment dans l'immeuble de la Gaumont et celui de la chaîne de télévision M6.
Théâtre et autres arts de la scène
Outre la scène du Village citée ci-dessus, Neuilly-sur-Seine dispose des salles suivantes :
- Théâtre de Neuilly (salle municipale construite dans les années 1960 sous le nom Salle de Neuilly)
- Théâtre Saint-Pierre (salle paroissiale construite dans les années 1930 sous le nom Salle Saint-Pierre)
- Théâtre des Sablons (centre culturel installé dans la maison de retraite Sainte-Anne, 70, avenue du Roule[92]), en service à partir de janvier 2013[93] : salle de spectacle de 600 places équipée d’un gradinage escamotable et d’un plateau de scène entièrement amovible, salle d'exposition de 520 m2, auditorium de 130 places dans l’ancienne chapelle, 2 salles d'activités de 200 m2, une école de musique, etc.[94].
- Le Théâtre du petit Parmentier[95] est implanté dans la Maison des jeunes et de la culture[96] (Centre culturel Louis-de-Broglie).

Bibliothèque / Médiathèque
La médiathèque municipale est installée sur un site principal, situé rue de Longchamp, et une annexe au 16, place du Marché après la fermeture en 2016 du second site sis 5 bis, villa Émile-Bergerat.

### Santé
- Centre hospitalier Rives-de-Seine (Centre hospitalier Courbevoie - Neuilly-sur-Seine - Puteaux)[98]
- Hôpital américain de Paris
- Clinique Ambroise-Paré
- Clinique Pierre-Cherest
- Clinique Hartmann
- Clinique Saint-Pierre (fermée en 1996)

Centre hospitalier Rives-de-Seine
Incendié durant la révolution de 1848, le château de Neuilly voit une partie de son parc loti en 1852. En 1860, le terrain est affecté à l'institution Notre-Dame-des-Arts, sise 34, boulevard Bourdon, qui dépend de la congrégation des sœurs de Saint-Thomas de Villeneuve. En 1930, la ville de Neuilly en fait l'acquisition et achète un terrain contigu où se trouvait l'usine de pompes à huile et à essence Lamblin. Les travaux de construction ont lieu en 1933-1935. L'hôpital peut accueillir 150 patients, dans le bâtiment principal de sept étages et dans cinq pavillons. Moderne et tirant partie de la lumière du soleil, il propose de nombreuses spécialités et innovations techniques,.

### Sports

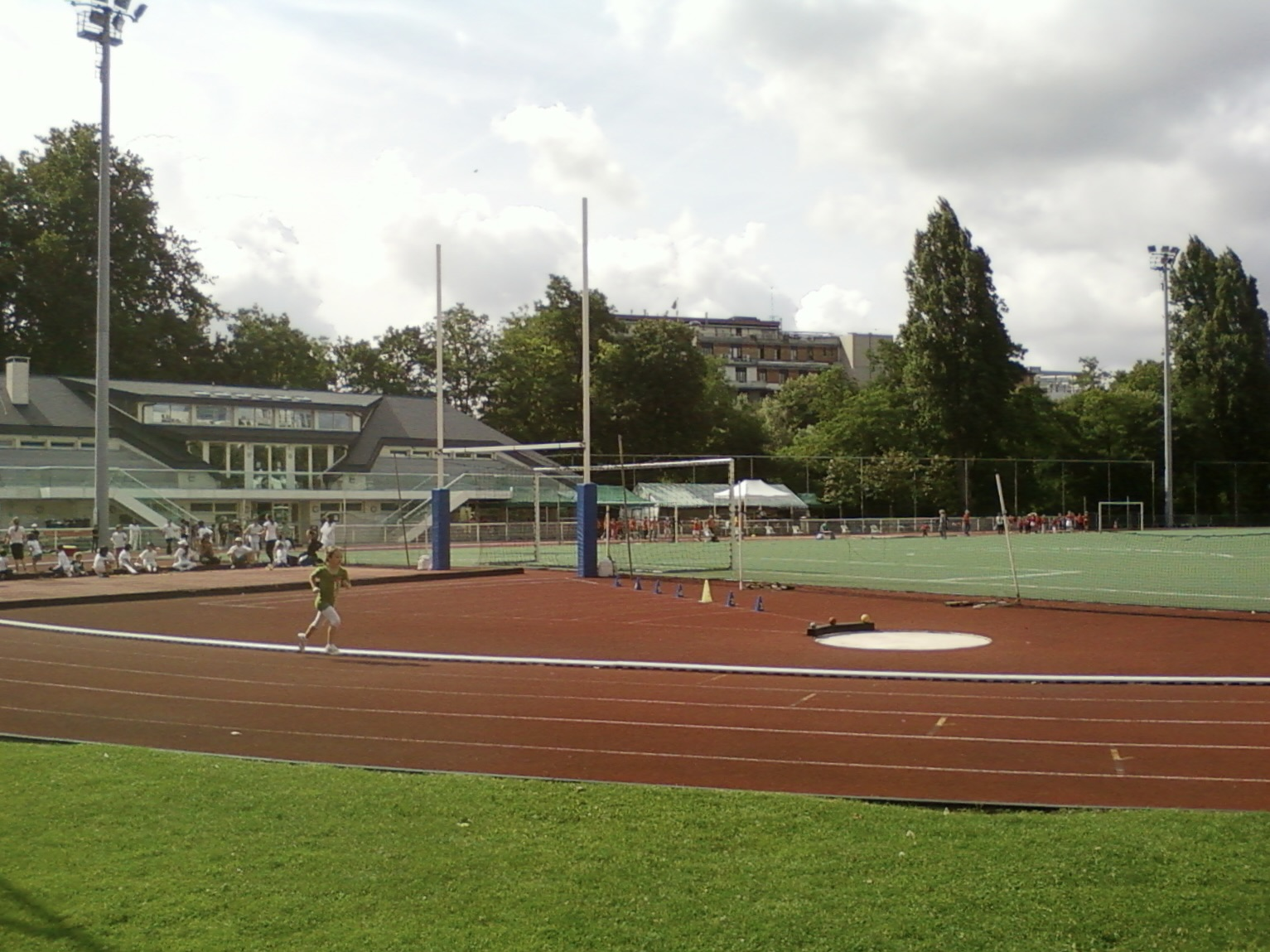
Le stade Monclar.

#### Aviron
Le Cercle nautique de France est l’un des plus anciens clubs d’aviron en France. Il se considère aujourd’hui comme l’un des plus dynamiques.
Son emplacement privilégié sur l'île du Pont à Neuilly permet à ses adhérents de ramer aux portes de Paris et au pied du quartier d’affaires de La Défense.

#### Football
L'Olympique de Neuilly, a été fondé en 1990. Le club de football a notamment évolué en promotion d'honneur, accueillant des joueurs comme l'international nigérien Bachibou Koita ou l'espoir congolais Harrison Manzala.

#### Rugby
Le Rugby Club Paris Neuilly, a été fondé en 1987 par des jeunes du lycée Pasteur. Le club a évolué par le passé en division Honneur et a même joué un match (perdu) de montée en 3e division. Aujourd’hui, il évolue en Régionale 2 et compte 400 membres actifs, des Seniors au baby rugby. Son école de rugby, est labellisée 1 étoile par la Fédération française de rugby.

#### Natation
Neuilly compte une piscine municipale, rénovée en 2023-2025.

### Manifestations culturelles et festivités
Durant 120 ans de 1815 à 1935 à Neuilly-sur-Seine est organisée une célèbre fête foraine : la fête à Neu-Neu. Elle est supprimée en 1936.
En 2008 la Foire d'automne, une grande fête foraine qui était installée sur la pelouse de Mortemart derrière l'hippodrome d'Auteuil, est déplacée porte de la Muette et baptisée Fête au Bois puisqu'installée au bois de Boulogne. En 2010 elle reprend le nom ancien de Fête à Neu-Neu.

### Médias
Plusieurs publications locales, diffusées à la fois en version papier et électronique, existent ou ont existé :
- Neuilly Journal indépendant, mensuel d'information sur la vie citoyenne et culturelle de Neuilly, créé en 1888 sous le nom de Neuilly Journal[115], longtemps dirigé par Renée Michelangeli-Peretti, fille de l'ancien maire Achille Peretti et conseillère municipale jusqu'en 2014, ayant un tirage de 32 500 exemplaires en 2017
- Neuilly Magazine, mensuel d'information d'actualités locales, municipales et culturelles. Créé en 2016, il est diffusé à 33 000 exemplaires chez l'habitant[116]
- La Voix de Saint-Pierre (avril 1946 - décembre 1974), devenu La Voix de Saint-Pierre et Saint-Jacques (depuis janvier 1975), mensuel paroissial puis interparoissial catholique[117]
- Vivre à Neuilly[118] est le bulletin municipal publié de 2008 à 2012 ; il est remplacé depuis 2014 par la lettre électronique Neuilly Actualité[119]
- Neuilly92[120], journal créé en septembre 2008 par Jean Sarkozy et Marie-Cécile Ménard en régie publicitaire chez Conseil Marketing Publicité (CMP)[121], dont la parution semble suspendue depuis décembre 2010[120].
- J'm Neuilly, créé en mars 2013[122] autour de Bernard Lepidi, ancien candidat divers droite apparenté CNIP (ex-UMP) opposé au maire divers droite Jean-Christophe Fromantin.

Il faut ajouter en 2011 un média exclusivement électronique, MCM News, une lettre d'information électronique publiée par une conseillère générale.

### Cultes
Les Neuilléens disposent de lieux de culte catholiques, orthodoxe, protestants et juifs.
Culte catholique

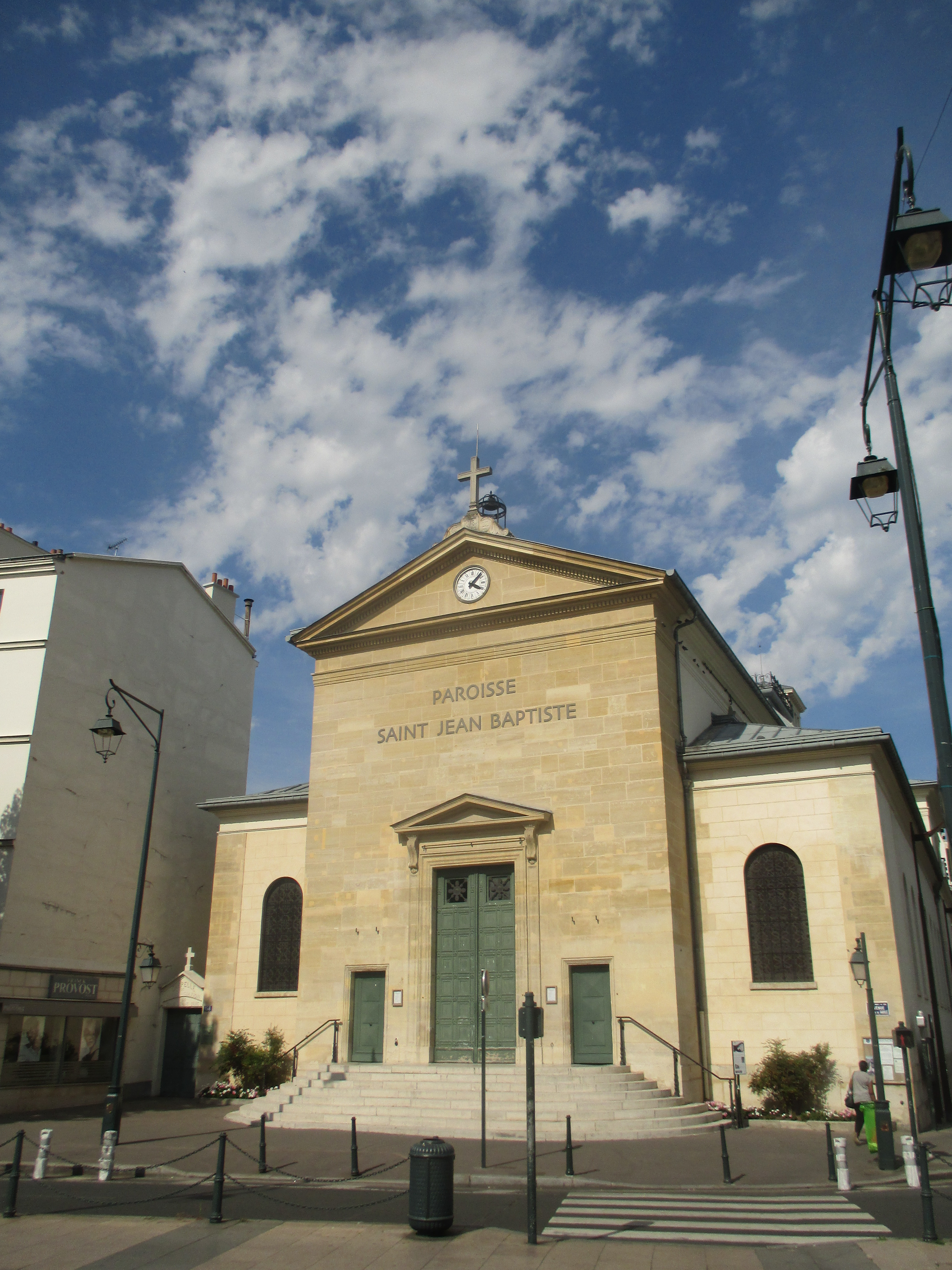
Église Saint-Jean-Baptiste de Neuilly-sur-Seine donnant avenue Charles-de-Gaulle.

Depuis janvier 2010, la commune de Neuilly-sur-Seine, qui constituait auparavant un doyenné, fait partie – avec Courbevoie et Levallois-Perret – du doyenné des Deux-Rives, l'un des neuf doyennés du diocèse de Nanterre.
Au sein de la ville de Neuilly-sur-Seine, les lieux de culte relèvent de quatre paroisses.
Les lieux de culte correspondant sont :
- pour la paroisse Sainte-Isabelle[126] : l'église Bienheureuse-Isabelle-de-France[127] ;
- pour la paroisse Saint-Jacques[128] : l'église Saint-Jacques[127] ;
- pour la paroisse Saint-Jean-Baptiste[129] : l'église Saint-Jean-Baptiste ;
- pour la paroisse Saint-Pierre[130] : l'église Saint-Pierre.

Les paroisses Saint-Jean-Baptiste et Sainte-Isabelle ont le même curé, de même que les paroisses Saint-Pierre et Saint-Jacques.
Par ailleurs des lieux de culte existent également au sein des communautés religieuses installées à Neuilly :
- la chapelle Notre-Dame-de-la-Bonne-Délivrance au sein de la congrégation des Sœurs de Saint-Thomas de Villeneuve,
- la chapelle de l'institution Sainte-Marie de Neuilly au sein de la communauté apostolique Saint-François-Xavier,
- la chapelle de la congrégation romaine de saint Dominique,
- les chapelles de l'institution Notre-Dame de Sainte-Croix,
- la chapelle des filles de la charité de Saint-Vincent-de-Paul.

Culte orthodoxe
- Fondée en 2020 et rattachée au vicariat Sainte-Marie-de-Paris-et-Saint-Alexis-d’Ugine, regroupant des paroisses de tradition russe au sein de la métropole orthodoxe grecque de France, cette dernière elle-même rattachée canoniquement au patriarcat œcuménique de Constantinople[133], la paroisse Saint-apôtre-et-évangéliste-Matthieu a ses liturgies célébrées dans la chapelle de l’Annonciation (située au 158, avenue Charles-de-Gaulle), mise à disposition par le diocèse catholique de Nanterre[134].

Culte protestant

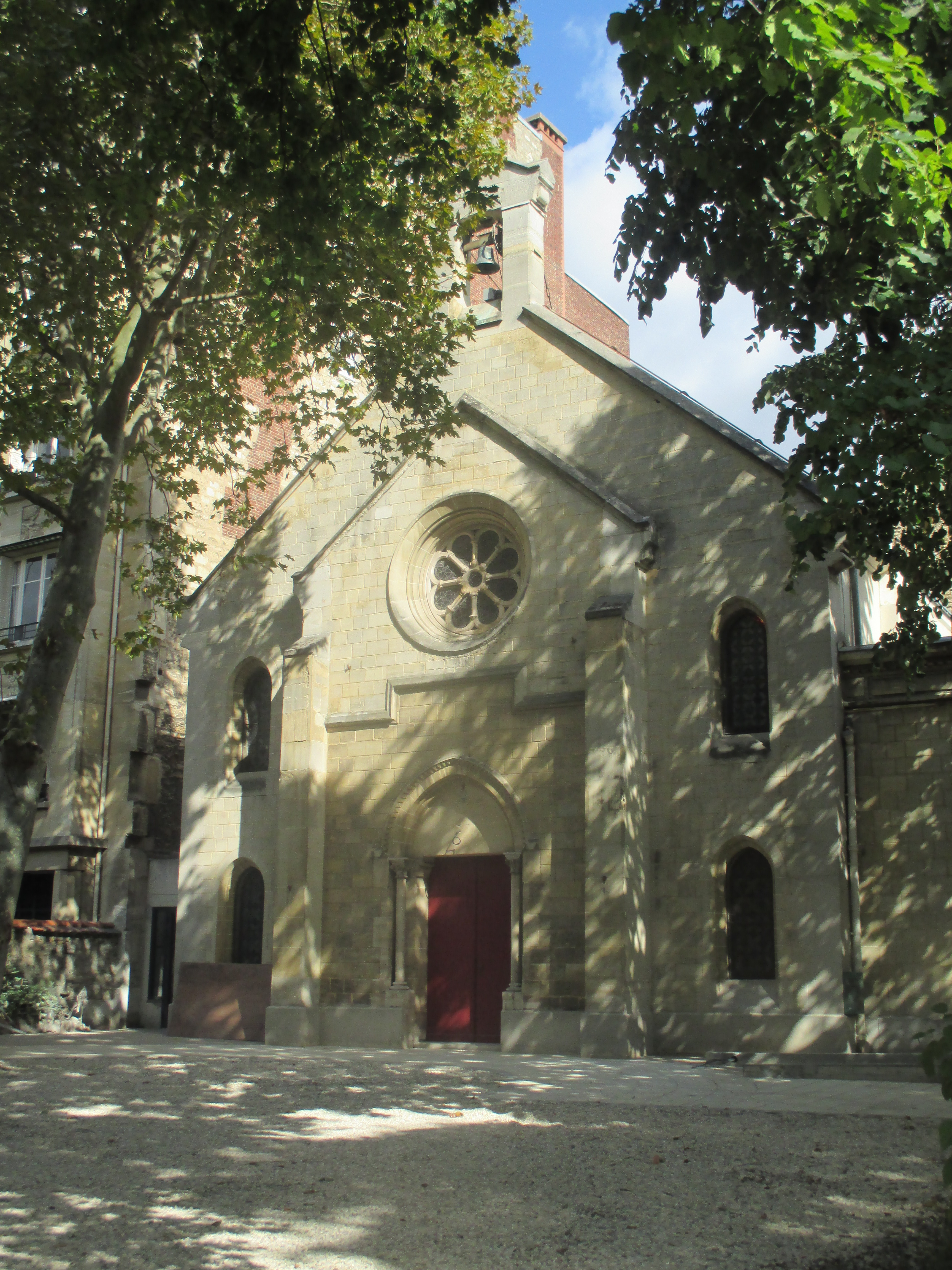
Temple protestant de Neuilly.

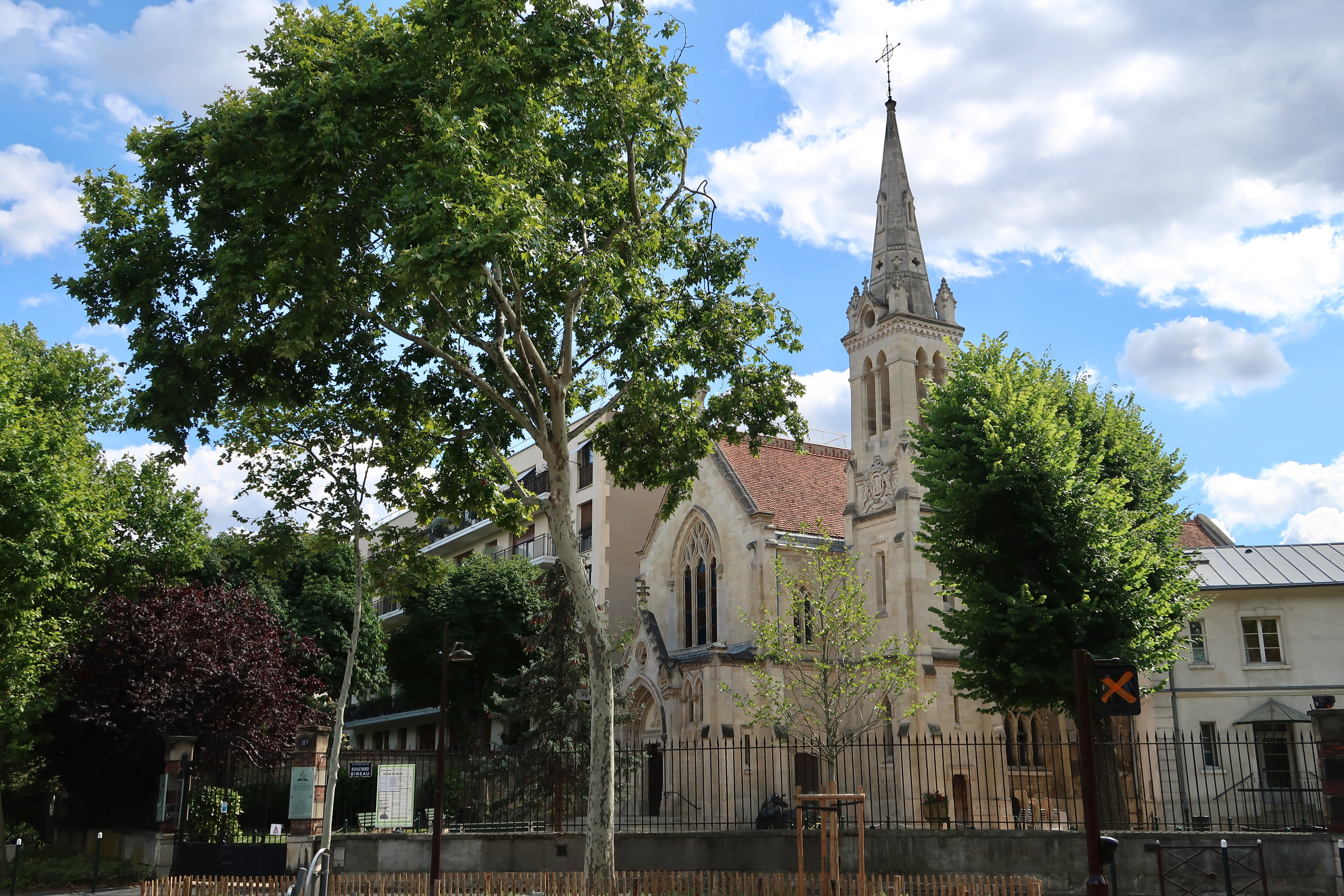
Église adventiste du 7e jour.

- le temple protestant de Neuilly-sur-Seine de l'église réformée existe depuis 1867. Il est rattaché à l'Église protestante unie de France[135] ;
- l'Église adventiste de Neuilly célèbre son culte depuis 1950 dans l'ancienne église anglicane Christ Church, inaugurée en 1878[41].

Le bâtiment est construit à l'emplacement de l'ancien parc du château de Neuilly, divisé et loti à partir de 1853. En 1876, une souscription est lancée par la directrice de « Mission Home », un organisme accueillant des femmes anglaises sans emploi ni famille. Les architectes Leroux et Bitner sont chargés des travaux, après avoir effectué un séjour à Londres pour s'imprégner de l'architecture anglaise, notamment de style anglo-normand. Le prince de Galles et son épouse assistent à la pose la première pierre le 10 juillet 1878. Comme le veut la tradition anglicane, le clocher se situe sur un côté de la façade. Plusieurs vitraux d'époque sont conservées, notamment celui du chœur, signé « Roussel de Beauvais, 1878 », figurant Jésus avec des enfants. En 1949, l'Église adventiste rachète l'édifice, qui rouvre l'année suivante dédié à ce nouveau culte.
Culte israélite
Des offices juifs sont célébrés depuis 1869 à Neuilly. Une synagogue y existe depuis 1878. Trois autres lieux de culte dépendant de la synagogue sont établis dans différents quartiers de la ville.

## Économie

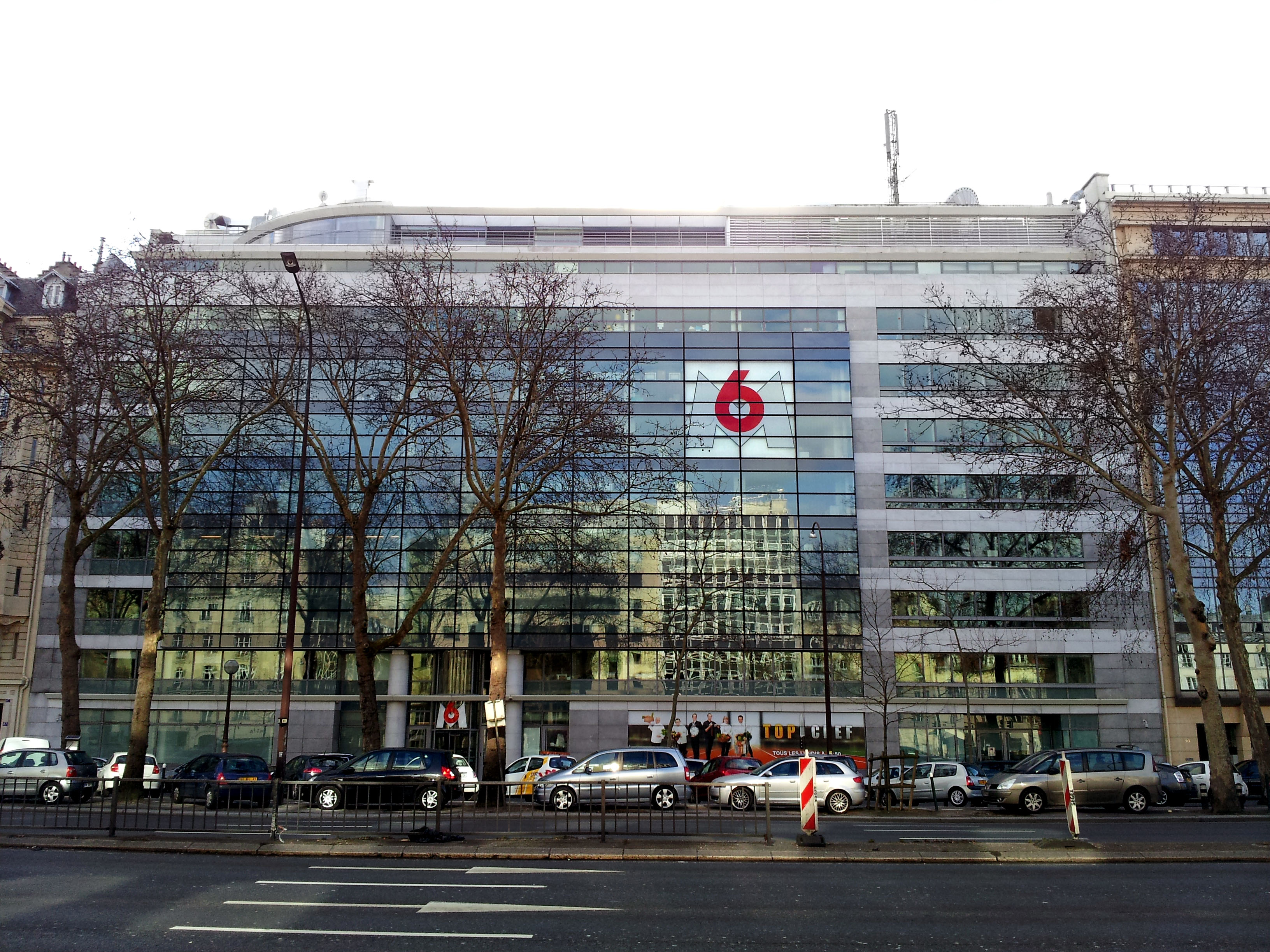
Siège du groupe M6.

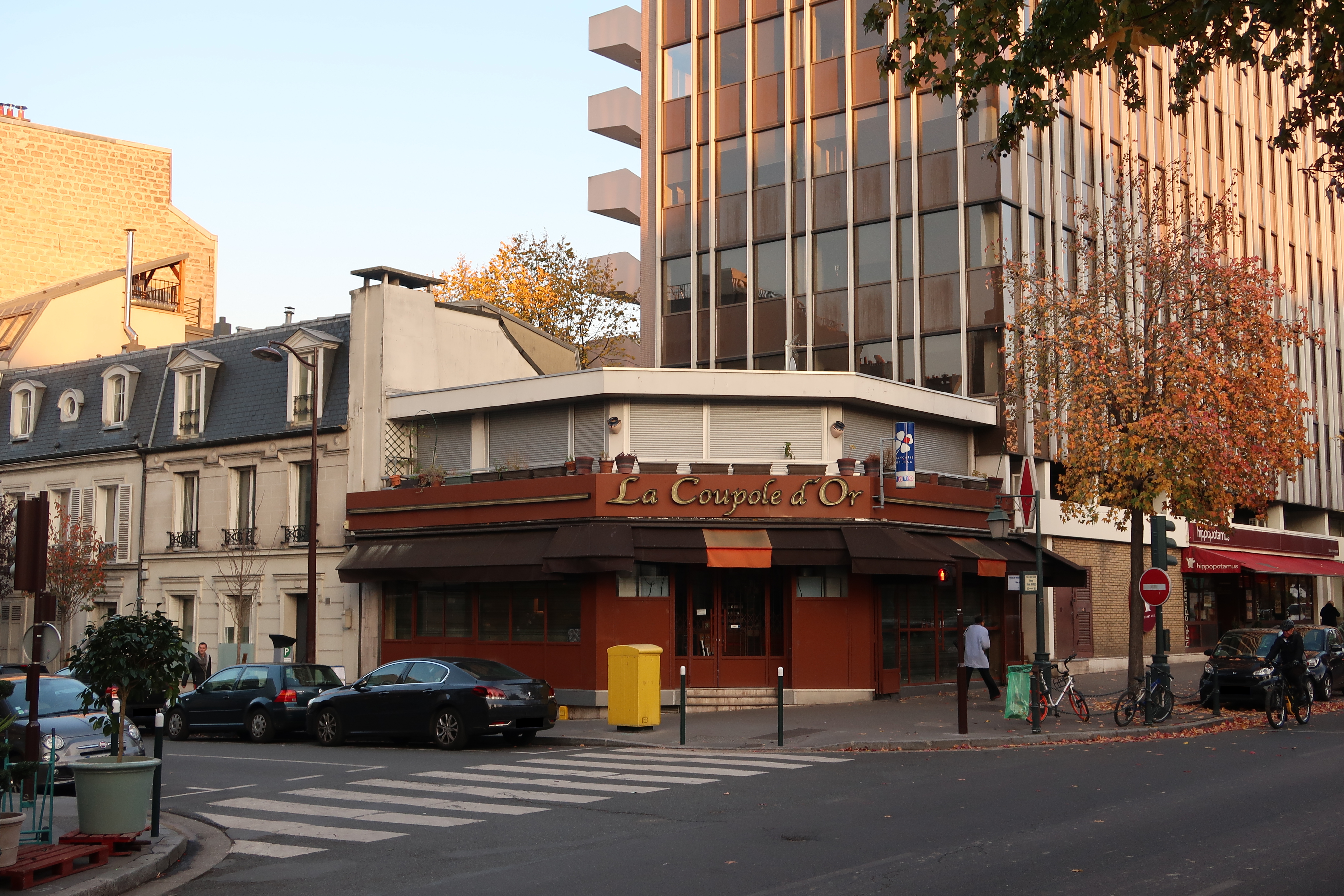
Restaurant La Coupole d'or.

### Revenus de la population et fiscalité
En 2009, on comptait 7 442 redevables de l'Impôt de solidarité sur la fortune. En 2009 également, la commune était — avec un coefficient de Gini de 0,517 — la commune la plus inégalitaire de France devant Paris (0,49) d'après le magazine Alternatives économiques.
En 2010, le revenu fiscal médian par ménage était de 55 786 €, ce qui plaçait Neuilly-sur-Seine au 92e rang parmi les 31 525 communes de plus de 39 ménages en métropole.
Selon l'Observatoire des inégalités, Neuilly-sur-Seine est l'une des communes abritant la population aux plus hauts revenus de France. Neuilly-sur-Seine se classe au 3e rang des communes de plus de 20 000 habitants en France où « les riches sont les plus riches » avec un niveau de vie annuel (revenus après impôts pour une personne seule) minimum des 10 % les plus riches de 122 390 euros en 2019.

### Emploi
En 2020, les types d'activité de la population de 15 à 64 ans à Neuilly se répartissaient ainsi : actifs ayant un emploi, 69 % ; chômeurs, 7 % ; retraités, 2 % ; élèves, étudiants et stagiaires non rémunérés, 15 % ; autres inactifs, 7 %.
Le « 5bis Bergerat »  regroupe des associations, des créateurs d’entreprises ainsi qu'un « espace emploi ».

### Entreprises et commerces
La ville compte plusieurs sièges sociaux et grands immeubles de bureaux, comme ceux de Turner Broadcasting System France, Viacom International Media Networks France,  FIDAL, Firmenich, Gaumont, Havas, JCDecaux, Juniper, groupe M6 et ses filiales telles M6 et RTL, Chanel, Sephora, PricewaterhouseCoopers, Thales, UGC, Groupe Henner[réf. nécessaire]…
Neuilly comptait plus de 48 000 emplois en 2009.

## Culture locale et patrimoine

### Lieux et monuments

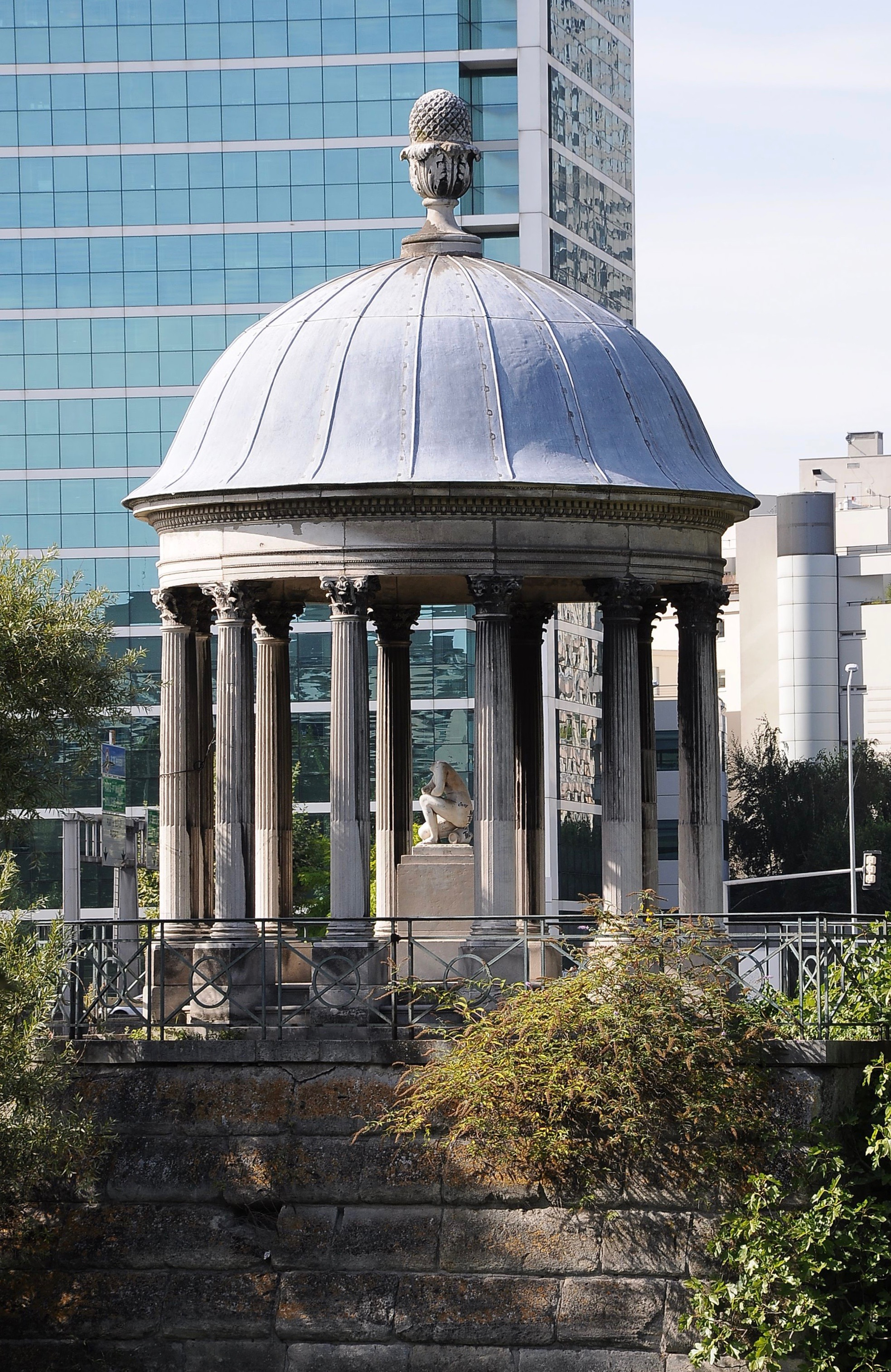
Temple de l'Amour sur l'île de la Jatte.

La commune comprend de nombreux monuments répertoriés à l'inventaire général du patrimoine culturel de la France, parmi lesquels :
- des lieux de culte :
  - L'église paroissiale Saint-Jacques, située 167, boulevard Bineau, a été construite en 1936. Elle est répertoriée à l'inventaire général du patrimoine culturel[146]. Elle comporte un grand-orgue Bernard-Aubertin de 2006, l'organiste titulaire est Boris Lefeivre
  - L'église paroissiale Saint-Jean-Baptiste, située 158, avenue Charles-de-Gaulle, a été reconstruite entre 1831 et 1870. Elle est répertoriée à l'inventaire général du patrimoine culturel[147]. Elle comporte un orgue de chœur Mutin-Cavaillé-Coll de 1865, et un grand-orgue Abbey de 1873, restauré et agrandi en 2024-2025 par la manufacture G. Grenzing, l'organiste titulaire de la paroisse est le compositeur Olivier d'Ormesson, également directeur de conservatoire.
  - L'église paroissiale Saint-Pierre, située 90, avenue du Roule (avenue Achille-Peretti), a été construite entre 1883 et 1914. Elle est répertoriée à l'inventaire général du patrimoine culturel[148]. Elle comporte un grand-orgue Mutin-Cavaillé-Coll de 1898, l'organiste titulaire est Philippe Sauvage.
  - L'ancienne église anglicane, actuellement Église adventiste du septième jour, située 33, boulevard Victor-Hugo, a été construite en 1876. Elle est répertoriée à l'inventaire général du patrimoine culturel[149].
  - La synagogue, située 12, rue Ancelle, a été construite en 1878. Elle est répertoriée à l'inventaire général du patrimoine culturel[150].

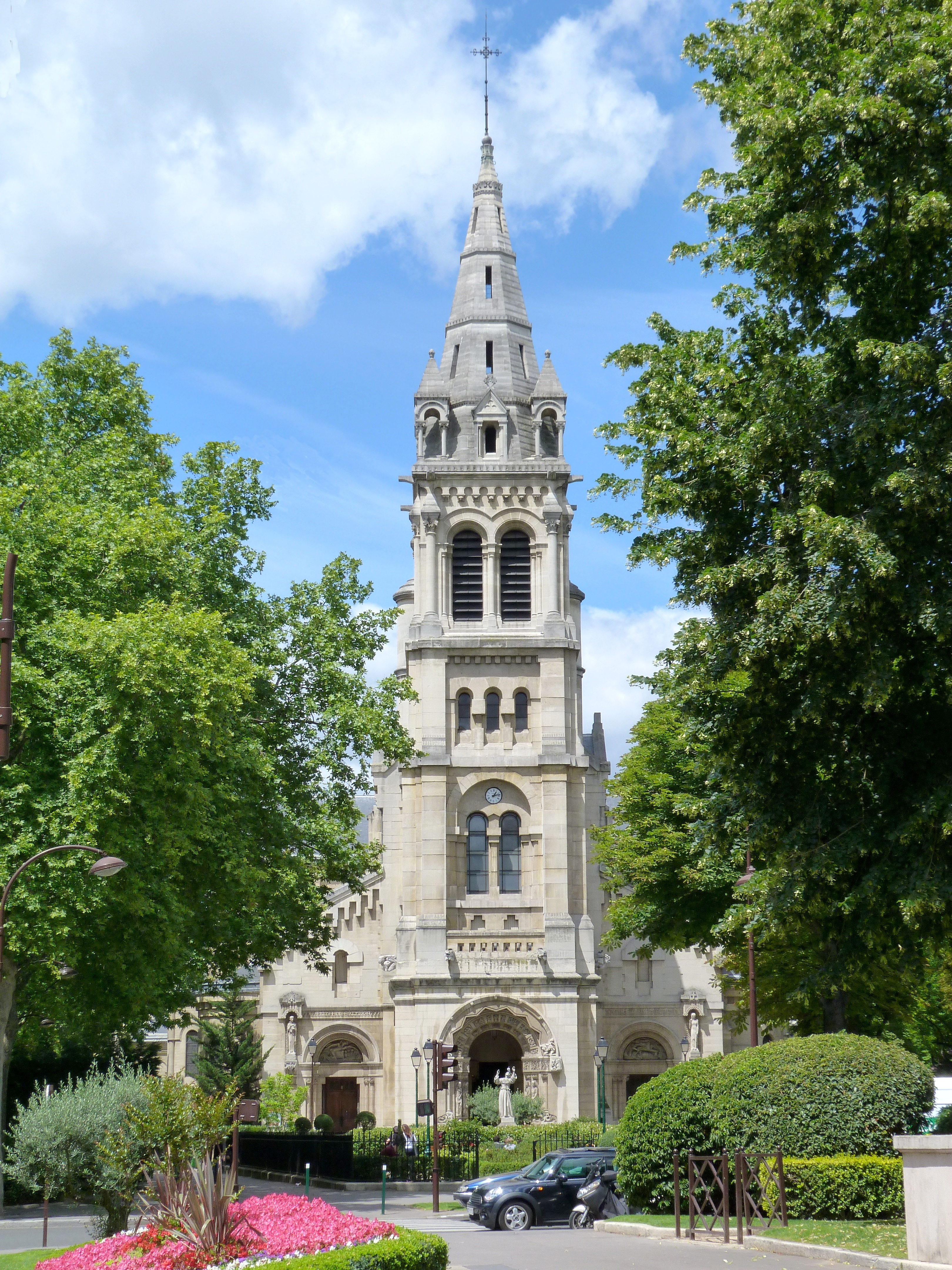
Façade de l'église Saint-Pierre.
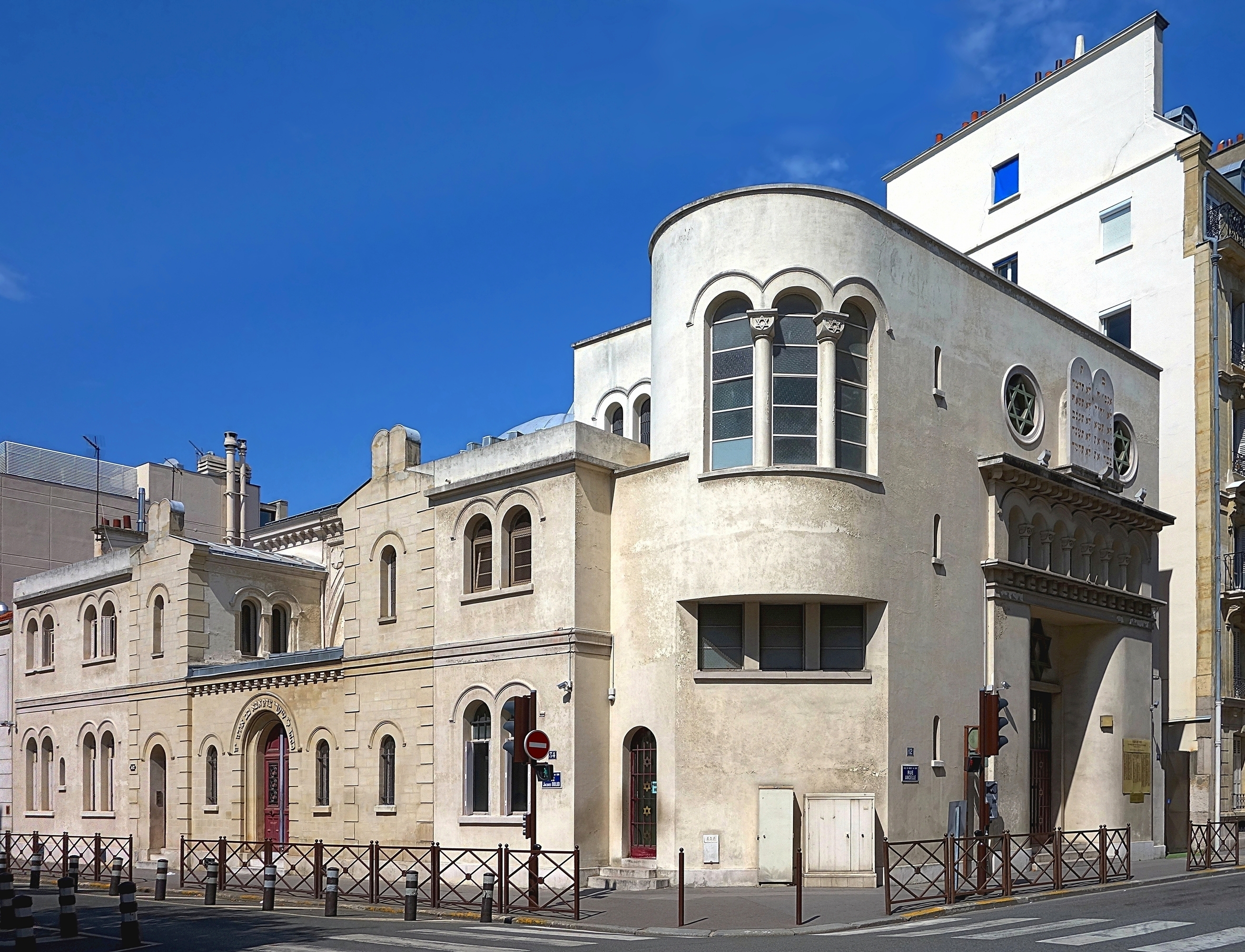
La synagogue de Neuilly.

- des hôtels particuliers et des vestiges de châteaux :
  - La folie Saint-James : cette propriété située 34, avenue de Madrid, fait l’objet d’un classement au titre des monuments historiques depuis le 23 février 1922[151].
  - L'ancien hôtel Lambiotte (1934), situé 6-8, boulevard du Château, et 4, rue Sylvie : œuvre de l'architecte Pierre Barbe, les façades et la toiture en ont été inscrits au titre des Monuments historiques le 11 juillet 1984[152].
  - Fabrique de jardin (temple de jardin) dite Temple de l'Amour, située à la pointe amont de l'île de la Jatte, construite en 1773. Elle fait l’objet d’un classement au titre des monuments historiques depuis le 13 juin 1913[153].
  - L'ancien hôtel Thouret, situé 68, boulevard Bourdon : ce bâtiment (pour sa façade et sa toiture) fait l’objet d’une inscription au titre des monuments historiques depuis le 25 mai 1976[154].
  - Le château de Neuilly, actuellement couvent des sœurs de Saint-Thomas-de-Villeneuve, situé 52, boulevard d'Argenson. Du château détruit en 1848, ne subsiste aujourd'hui que l'aile nord, dite pavillon de Madame-Adélaïde. Cette aile est acquise en 1907 par les sœurs de saint Thomas de Villeneuve. Ces dernières font appel à l'architecte Maurice Humbert, qui surélève l'aile et construit une chapelle ainsi qu'un bâtiment rattaché à l'hôpital municipal en s'appuyant sur les ruines du château. Il est inscrit à l'inventaire général du patrimoine culturel[155].
- L'hôtel de ville, situé 96, avenue du Roule (avenue Achille-Peretti), a été construit entre 1882 et 1886 par l'architecte Jean Bréasson. Il est inscrit à l'inventaire général du patrimoine culturel[156],[157].
- Statue équestre du duc d'Orléans installée à l'origine à Alger, démontée lors de l'indépendance de l'Algérie et réinstallée en 1981 sur le rond-point Chauveau renommé place du Duc-d'Orléans.
- La plus ancienne maison de Neuilly, construite en 1754, est située 21, rue Beffroy[158].

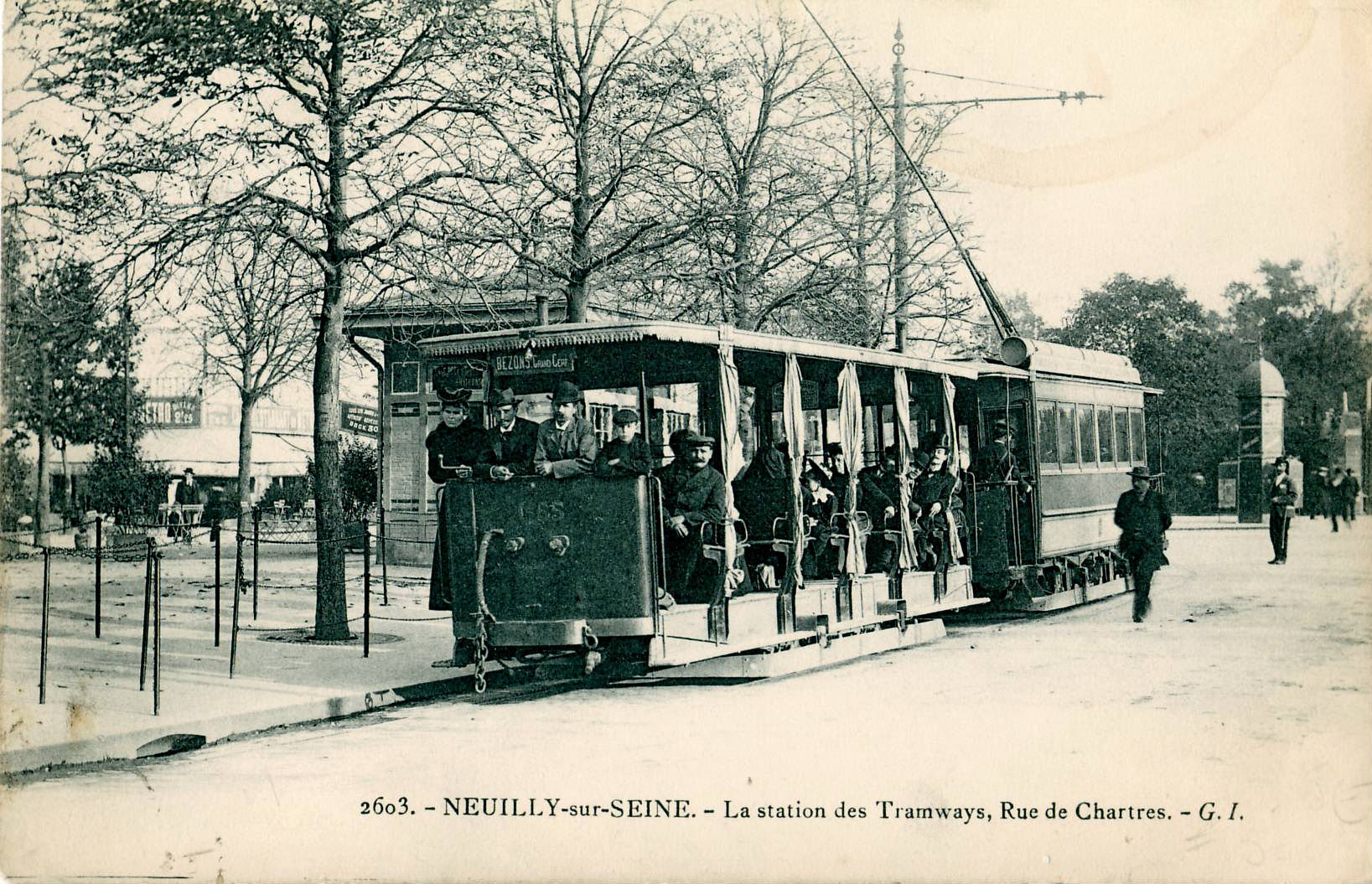
Avant d'être desservie par la RATP, la ville voyait passer les tramways de la ligne Paris - Saint-Germain ou de la CGO pour Paris ou d'autres villes de banlieue, comme ici, ce tramway électrique avec sa remorque ouverte pour Bezons Grand-Cerf.
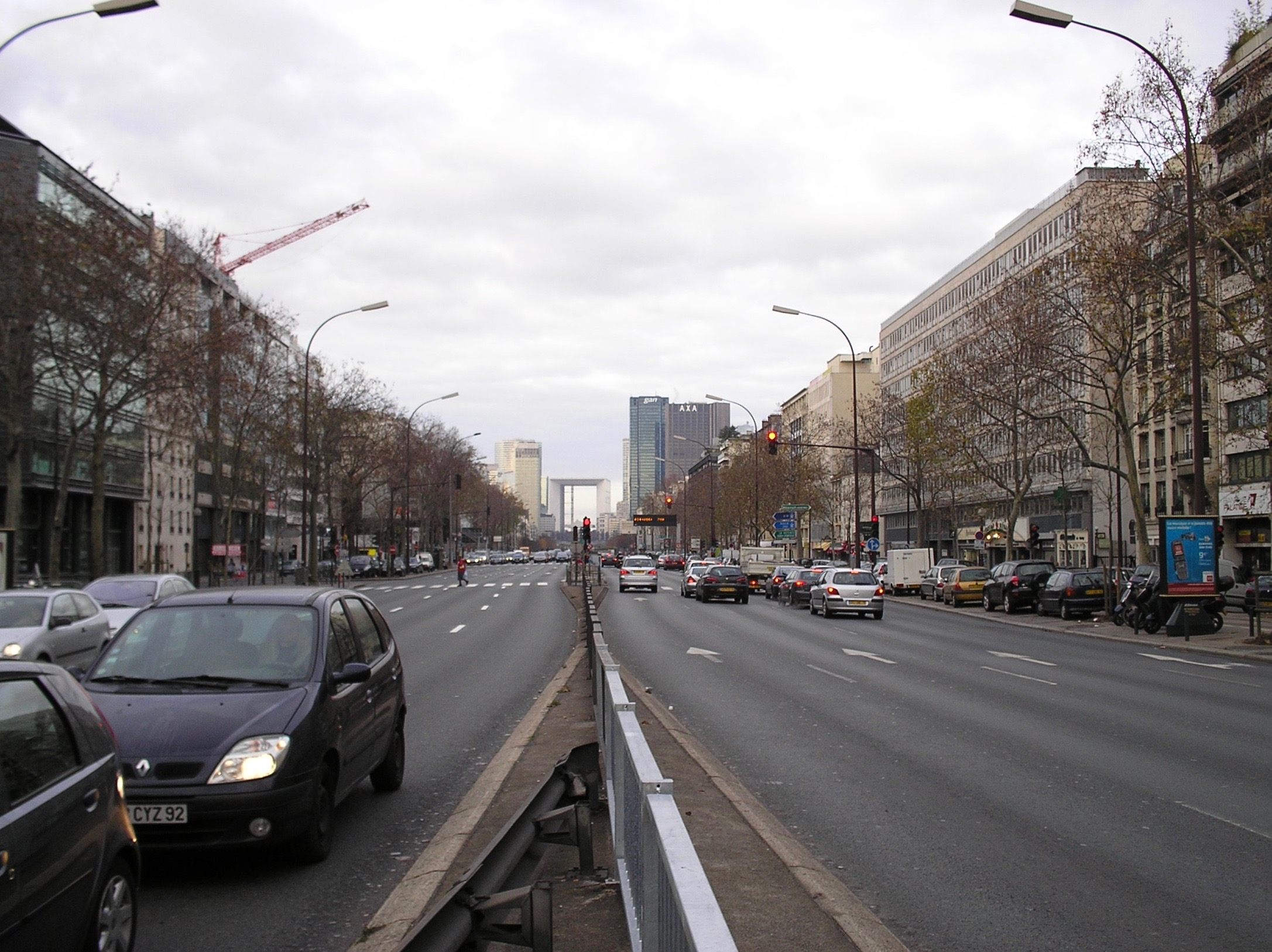
Avenue Charles-de-Gaulle : vue vers La Défense.
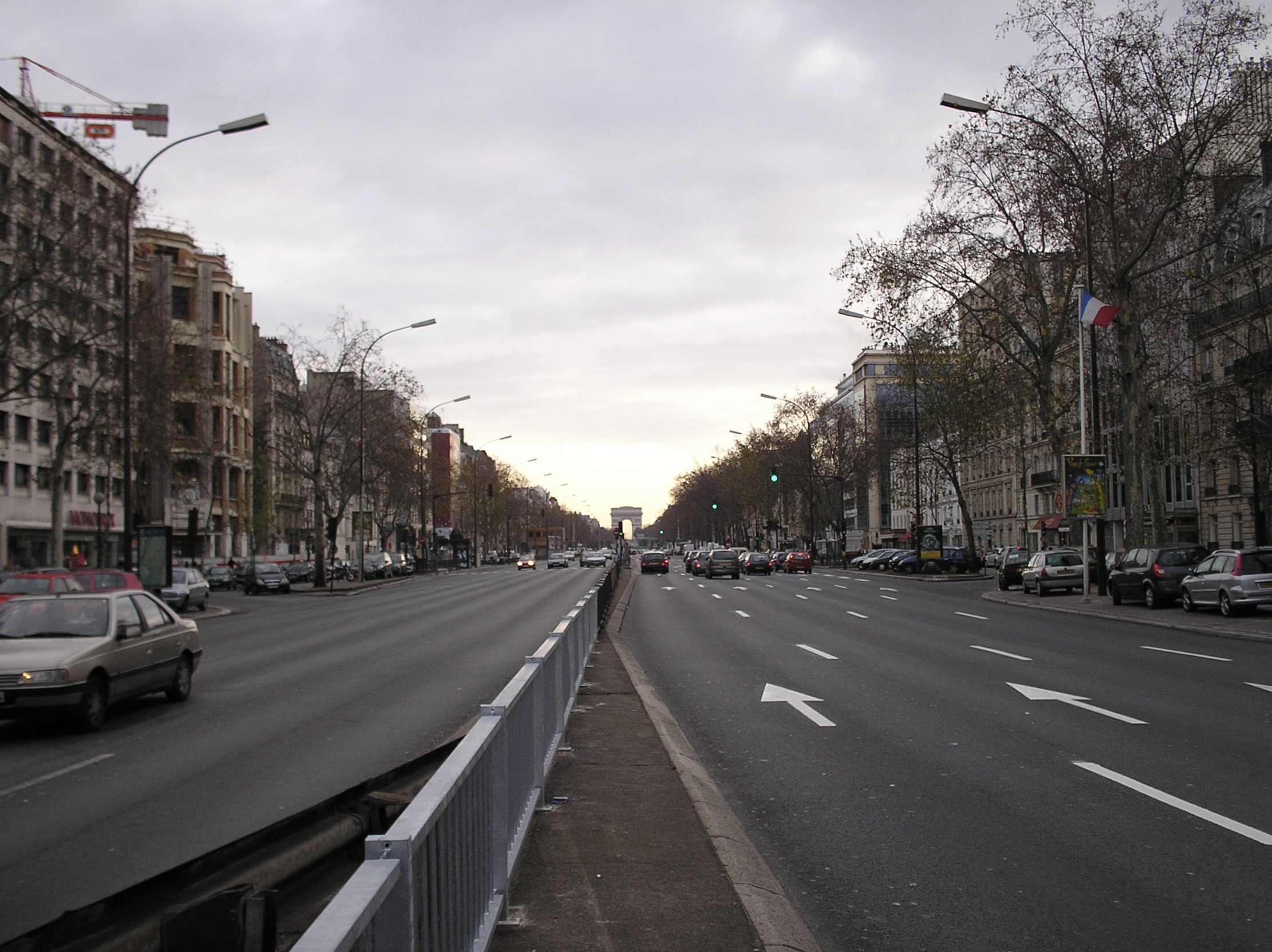
Avenue Charles-de-Gaulle : vue vers l'Arc de triomphe de l'Étoile.
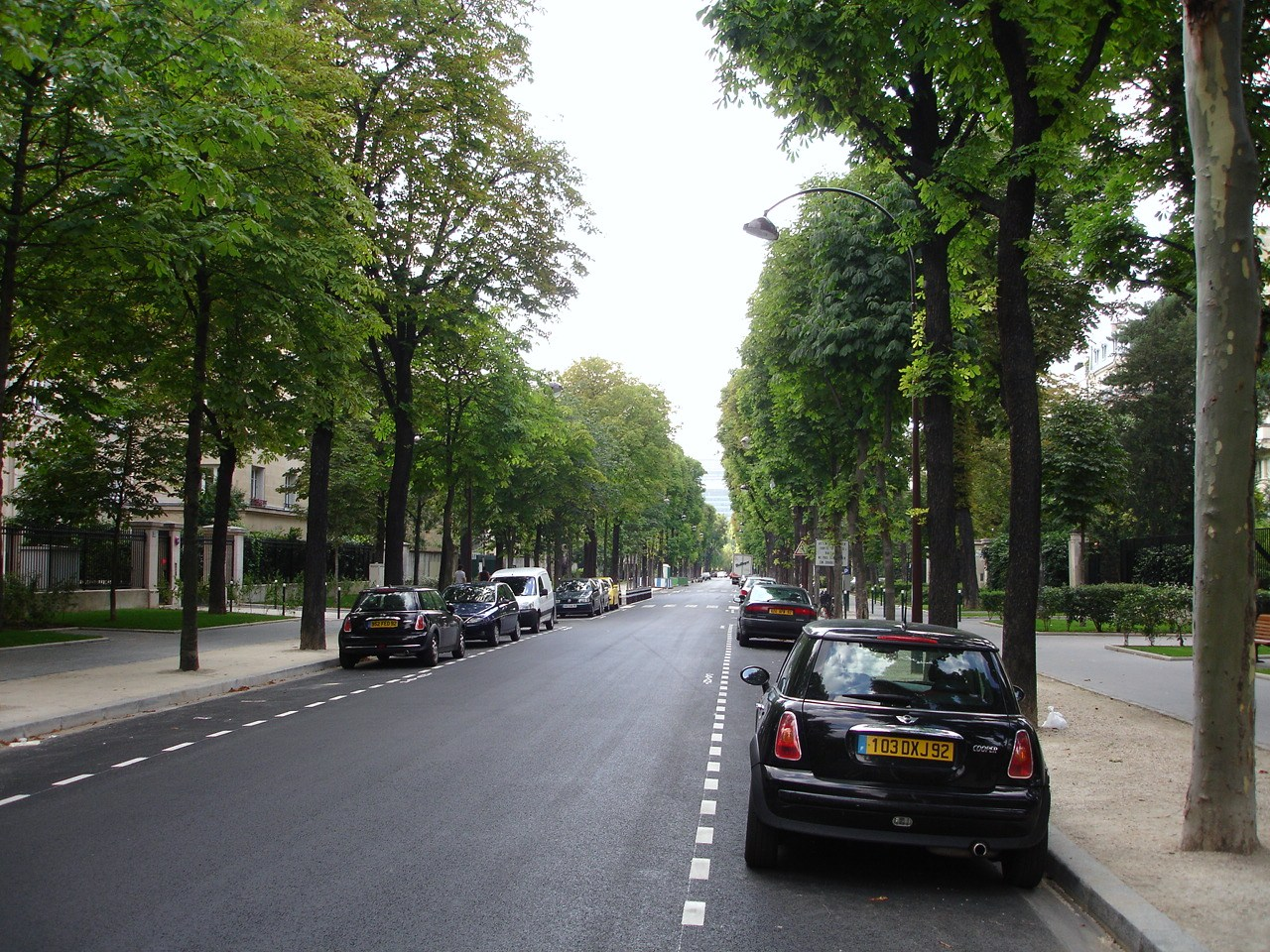
Boulevard d'Argenson.
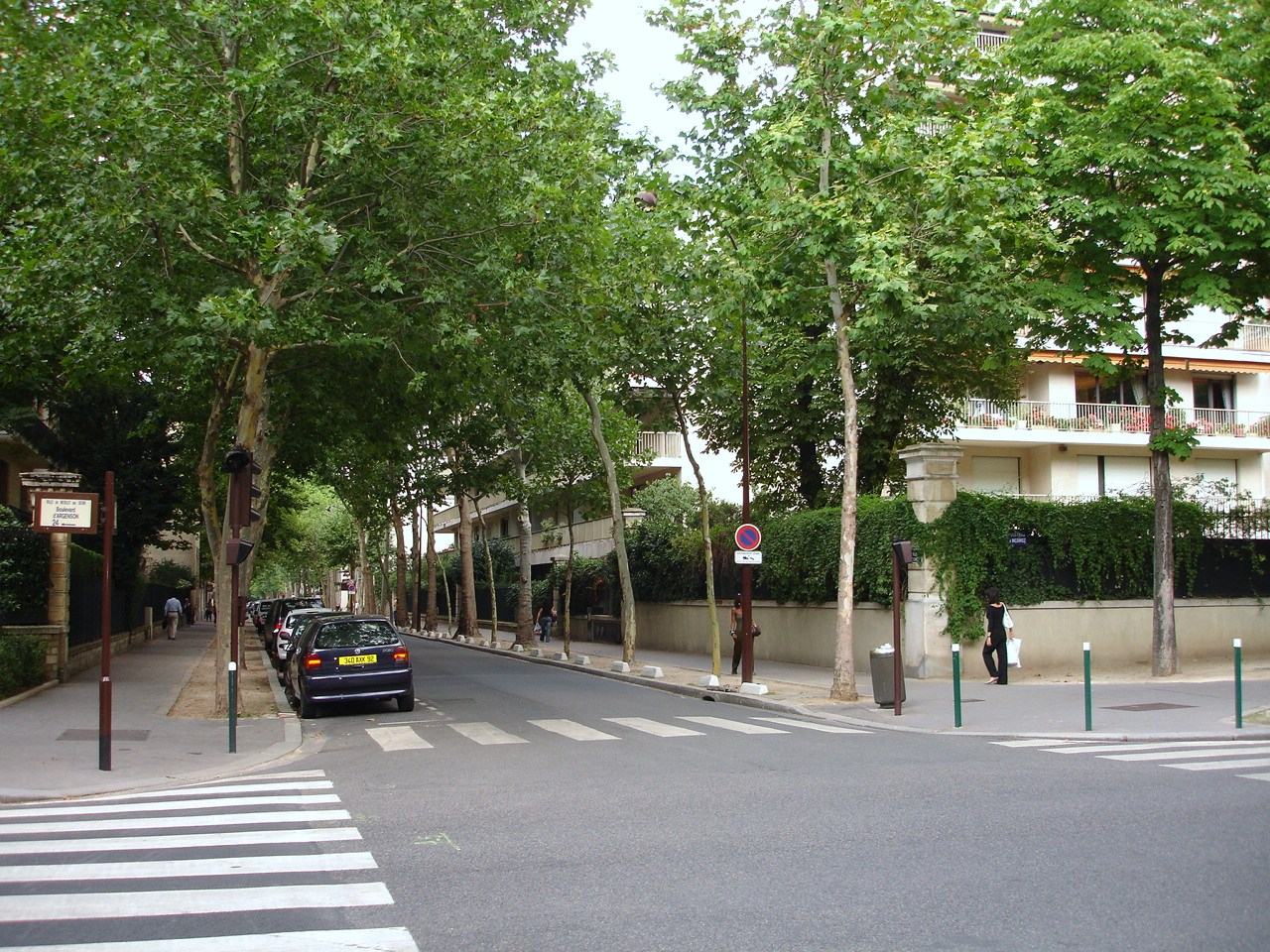
Rue de Chézy.
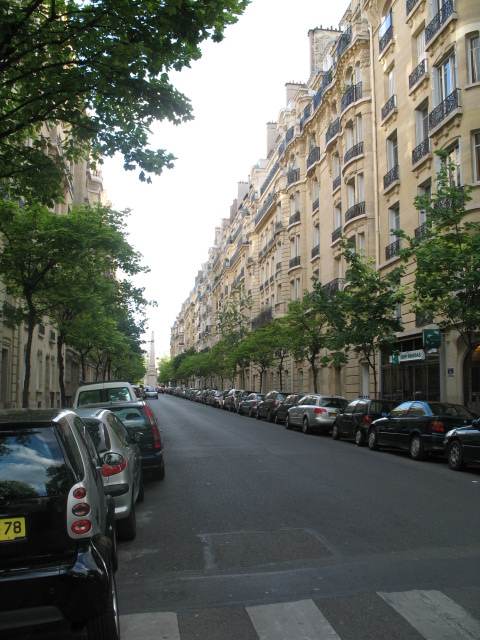
Rue Berteaux-Dumas.
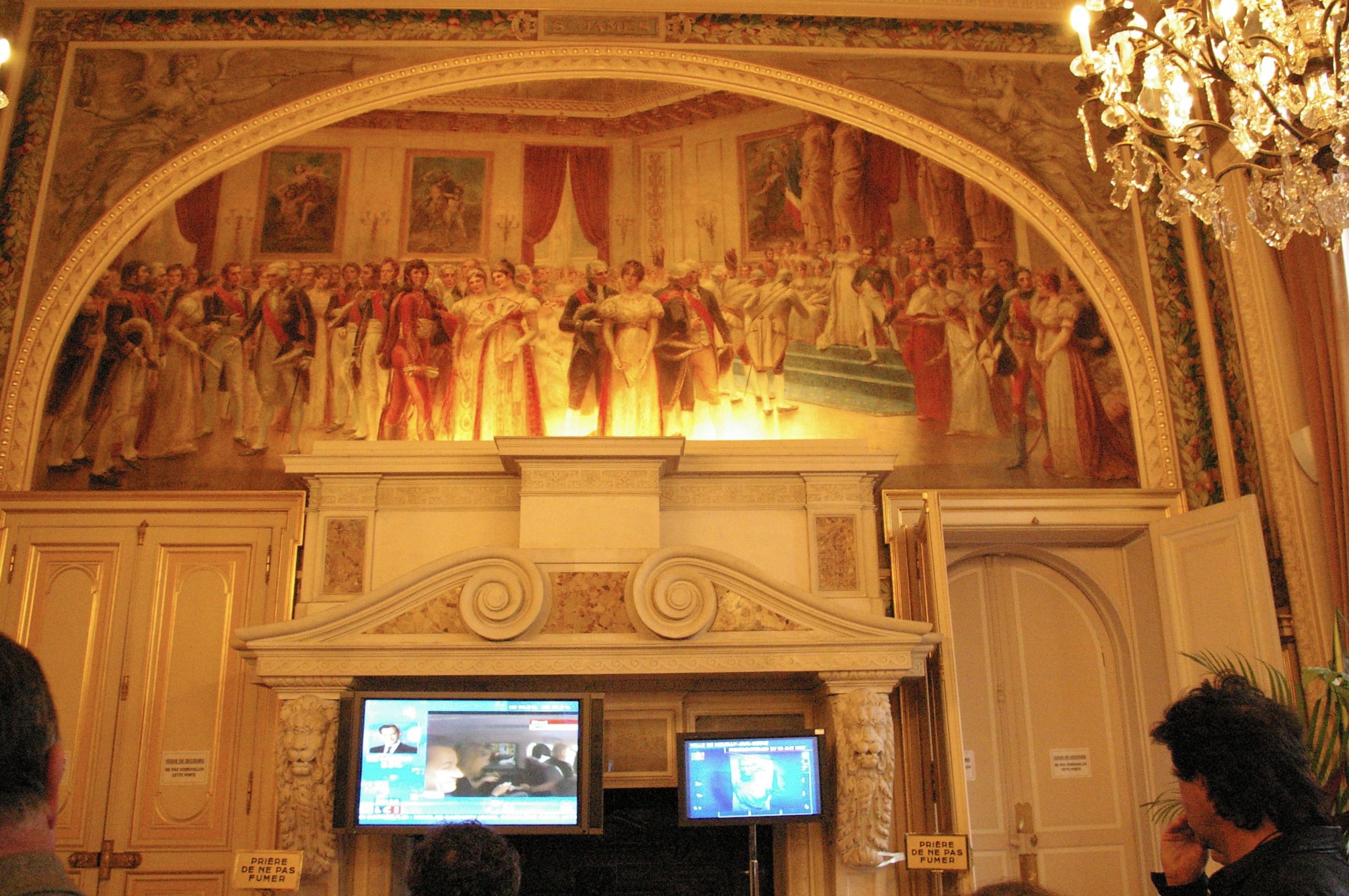
Peinture murale à la mairie de Neuilly représentant une réception organisée pour le Premier Consul au château de Neuilly.
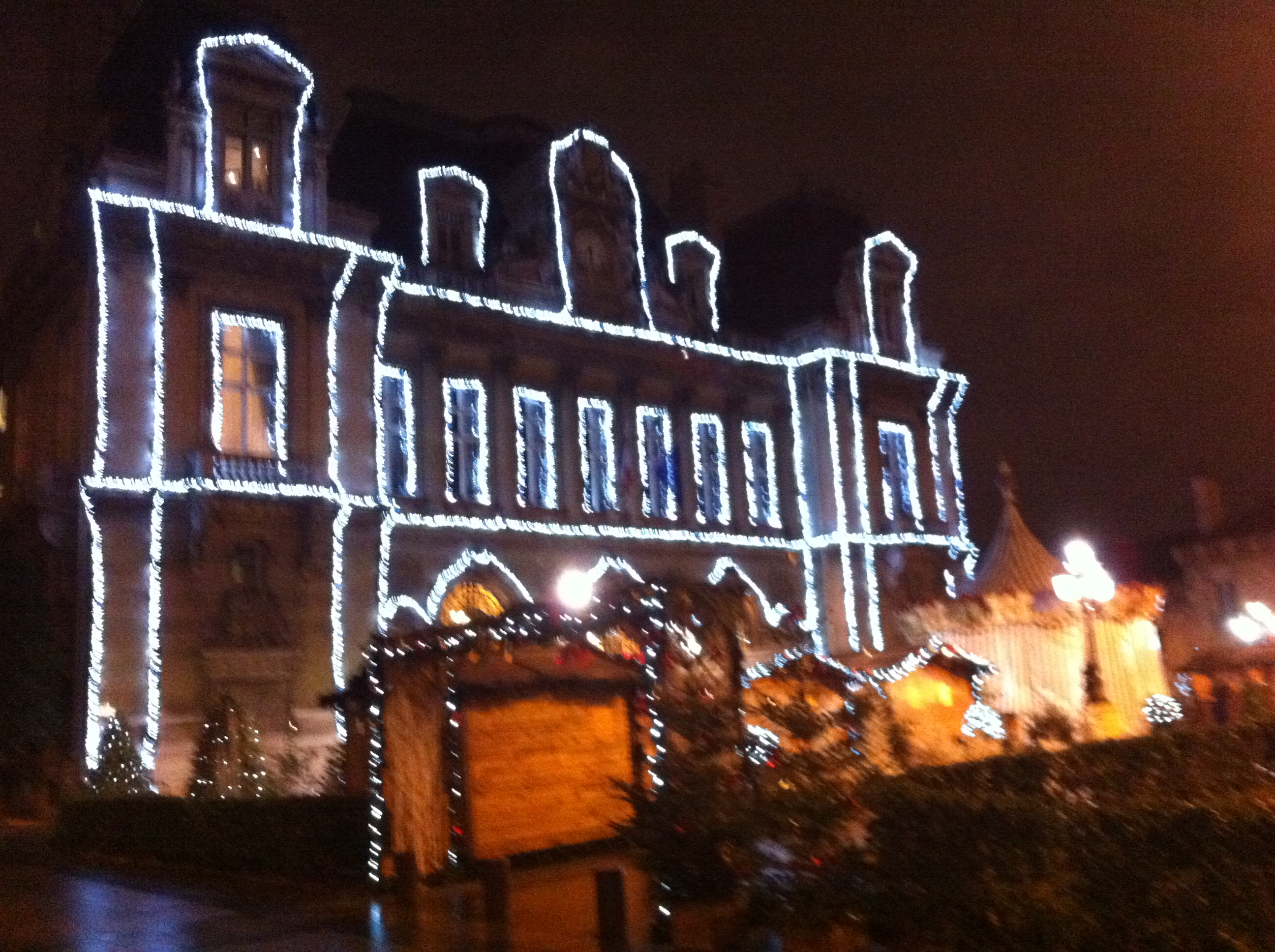
Hôtel de ville de Neuilly et chalets du marché de Noël en décembre 2014.

### Parcs et squares
- Parc de la Folie-Saint-James : ce parc, situé 34, avenue de Madrid, fait l’objet d’un classement au titre des monuments historiques depuis le 23 février 1922[151].
- Parc du couvent Saint-Thomas de Villeneuve, (couvent construit par Maurice Humbert sur les ruines du château de Neuilly). Ce parc, situé au 52, boulevard d'Argenson, est inscrit à l'inventaire général du patrimoine culturel[159].
- Square Martial-Massiani[160], du nom d'un conseiller municipal de la ville de 1945 à 1965, président du conseil général de la Seine (75). Situé au 8, boulevard du Château-129, rue Perronet.

### Personnalités liées à la commune
Il faut rappeler que plusieurs cliniques ou maternités étaient établies à Neuilly aux XIXe et XXe siècles, et que nombreuses sont les personnes nées à Neuilly, qui n'y ont jamais séjourné.
Parmi les personnalités décédées à Neuilly-sur-Seine, nombreuses sont celles qui sont mortes à l'hôpital américain, mais qui n'ont pas de lien particulier avec la commune. Au cimetière ancien reposent de nombreuses personnalités artistiques et scientifiques.

### Patrimoine culturel

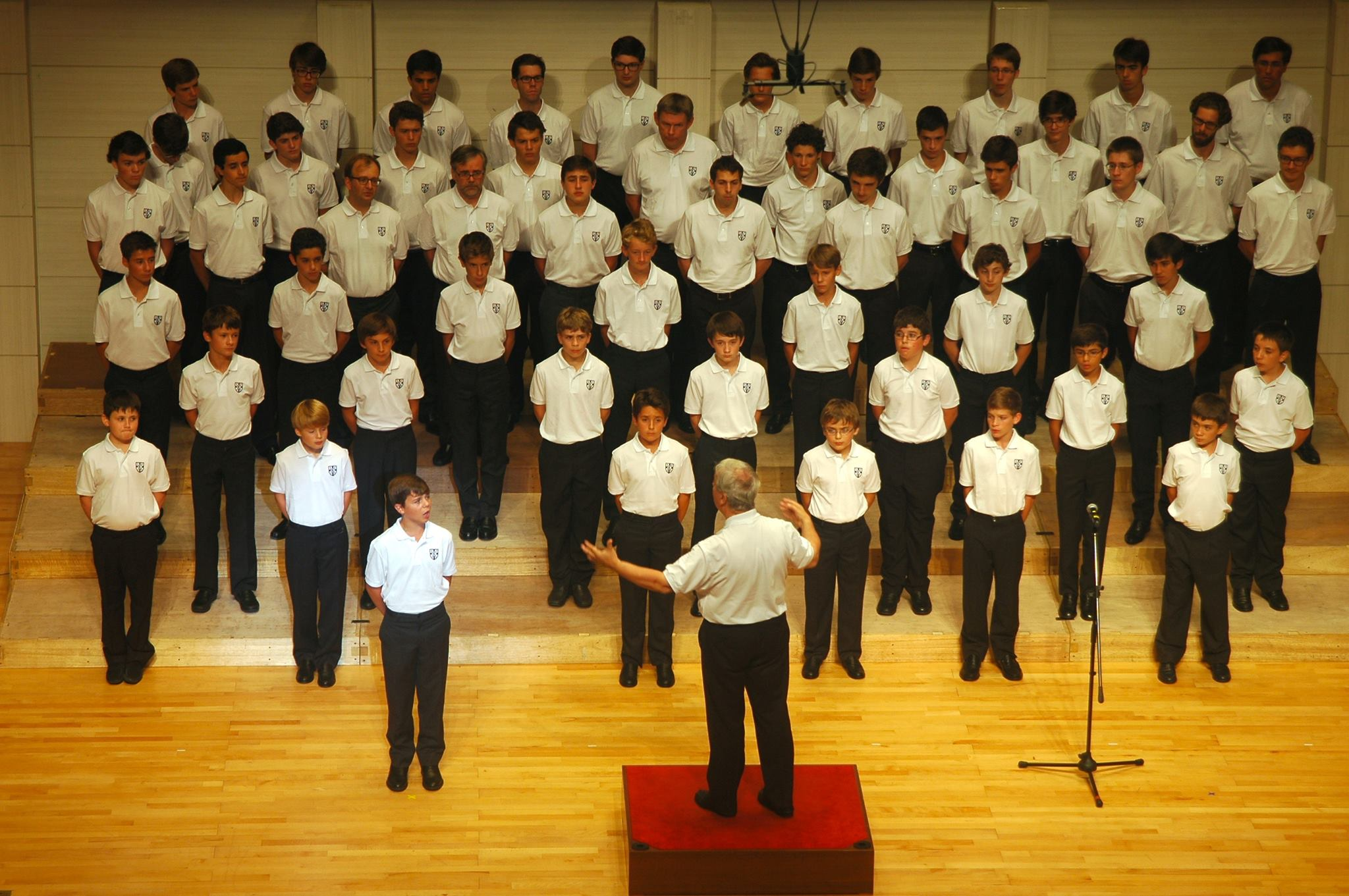
The Paris Boys Choir - Les Petits Chanteurs de Sainte-Croix de Neuilly.

- Les Petits Chanteurs de Sainte-Croix de Neuilly (The Paris Boys Choir) est l'un des chœurs de garçons les plus réputés[168]. Il existe depuis 1956 au sein de l’Institution Notre-Dame de Sainte-Croix à Neuilly-sur-Seine, et est aujourd'hui dirigé par François Polgár.
- Dans les années 1960 et 1970, il existait également la Manécanterie des Petits Chanteurs de la Vierge noire, créée et dirigée par Léon Petit, décédé à l'âge de 101 ans le 21 janvier 2012[169].

### Héraldique
| Blason de Neuilly-sur-Seine | De gueules, au pont d'or maçonné de sable, au navire équipé d'argent flottant et voguant sur onde de même avec mâture formant N brochant en partie sur l'arche du pont, au chef d'azur chargé de trois fleurs parmentières d'or. La devise de la ville est : præteritis egregia quotidie florescit ce qui peut se traduire par : déjà illustre par son passé, de jour en jour plus florissante. |

### Neuilly dans les arts
Cinéma
- 2009 : Neuilly sa mère !, film de Gabriel Julien-Laferrière
- 2018 : Neuilly sa mère, sa mère !, film de Gabriel Julien-Laferrière

Littérature
- Laurent Chalumeau, Neuilly brûle-t-il ?, Grasset, 1999  (ISBN 978-2-246-52191-4) 2e éd., coll. « Le Livre de poche » no 14682, 1999  (ISBN 978-2-253-14682-7)
  - Si Neuilly se trouvait envahi par des bandes de loubards revenant d'un pillage des Champs-Élysées... Que pourra faire Antoine-Blaise Le Roch de Montpeyrac (dit Rock) pour repousser les envahisseurs hors de « Neuilly-sur-Saigne » ?
- Henri Blaquière, Mais qui donc a tué la concierge ? Énigme à Neuilly, 2015  (ISBN 978-1-98612-624-3)
- Patrick Modiano : Dans Livret de famille (Gallimard, 1977), chapitre 1er, le narrateur va déclarer à l'état-civil de la mairie de Neuilly sa fille née à l'Hôpital américain, et passe successivement par le boulevard Victor Hugo, le boulevard Bineau, la rue Borghèse, le boulevard d'Inkermann, l'avenue du Roule.

Musique
- 1991 : Auteuil, Neuilly, Passy, chanson des Inconnus issu de l'album Bouleversifiant !.

## Pour approfondir